# Société des Nations
Pour les articles homonymes, voir SDN.
 (juin 2025).
La Société des Nations (SDN ou SdN) était une organisation internationale établie par le traité de Versailles en 1919, et dissoute en 1946. Le traité est élaboré au cours de la conférence de la paix de Paris, pendant laquelle est signé le « Pacte », terme désignant un traité multilatéral plus solennel, qui établit la SDN, afin de préserver la paix en Europe après la fin de la Première Guerre mondiale. Basée à Genève, dans le palais Wilson puis le palais des Nations, elle est remplacée en 1945 par l'Organisation des Nations unies, qui reprend un certain nombre de ses agences. Le principal promoteur de la SDN est le président des États-Unis Woodrow Wilson. Le dernier des dits quatorze points de Wilson de janvier 1918 qui préconise une association des nations constitue la base politique officielle. Toutefois, le Sénat américain, en s'opposant à la ratification du traité de Versailles, vote contre l'adhésion à la Société des Nations et les États-Unis n'en font pas partie.
En plus d'être un traité de libre-échange affirmé dans les trois premiers des quatorze points de Wilson, les objectifs de la SDN comportent le désarmement, la prévention des guerres au travers du principe de sécurité collective, la résolution des conflits par la négociation, et l'amélioration globale de la qualité de vie.
L'approche diplomatique qui préside à la création de la Société représente un changement fondamental par rapport à la pensée des siècles précédents, en prônant la négociation collective à l'encontre de la diplomatie secrète honnie par le président américain. Cependant, la Société n'a pas de force armée « en propre » et, de ce fait, dépend des grandes puissances pour l'application de ses résolutions, que ce soit les sanctions économiques ou la mise à disposition de troupes en cas de besoin. Les pays concernés sont peu disposés à intervenir. Benito Mussolini déclare ainsi : « la Société des Nations est très efficace quand les moineaux crient, mais plus du tout quand les aigles attaquent ». Dans l'entre-deux-guerres, trois pays (l'Allemagne nazie, ainsi que le Japon en 1933, et l'Italie en 1937) quittent la SDN.
Après de nombreux succès notables et quelques échecs particuliers dans les années 1920, la Société des Nations est totalement incapable de prévenir les agressions des pays de l'Axe dans les années 1930.
Malgré le règlement pacifique de tensions et conflits mineurs (dans les îles Åland, en Albanie, en Autriche et Hongrie, en Haute-Silésie, à Memel, en Grèce face à la Bulgarie, en Sarre, à Mossoul, dans le sandjak d'Alexandrette, au Liberia, entre la Colombie et le Pérou), la SDN est considérée comme un échec, car elle ne parvient à enrayer ni la guerre civile espagnole, ni l'agression italienne contre l’Éthiopie, ni l'impérialisme japonais, ni l'annexion de l'Autriche par Hitler, ni la crise des Sudètes, ni enfin les menaces allemandes contre la Pologne, c'est-à-dire l'ensemble des crises internationales qui préludent au déclenchement de la Seconde Guerre mondiale. De plus, sa gestion de certaines colonies par des puissances européennes sous le format de mandat posera des problèmes dont les effets seront effectifs jusqu'à nos jours, notamment au Rwanda et au Proche-Orient.

## Circonstances de la naissance de la SDN

### Fin de la guerre
En 1917, les Allemands, sachant l’arrivée des troupes américaines proche, décident de concentrer leurs efforts à l’ouest, pour gagner la guerre avant que les renforts alliés ne débarquent. En mars 1918, le général allemand Erich Ludendorff attaque la Picardie et ouvre une brèche entre les armées française et britannique. Les alliés créent pour la première fois un commandement unique confié le 26 mars au maréchal Ferdinand Foch. En mai, les Allemands parviennent jusqu’à la Marne et menacent Paris, mais Ludendorff ne peut pas profiter de ce succès, faute de réserves. Les troupes des États-Unis ont donc le temps de débarquer et contribuent à repousser les Allemands. Les Italiens obtiennent en 1918 la capitulation de l’Autriche, alors que les troupes alliées réunies à Salonique forcent la Bulgarie puis l’Empire ottoman à demander l’armistice. L’Allemagne capitule le 11 novembre 1918.
Les pertes humaines de la guerre sont impressionnantes, dix millions d’hommes perdent la vie durant le conflit. La malnutrition et les épidémies causent également la perte d’un nombre important de vies civiles et militaires. Les dégâts matériels sont également énormes : de nombreuses villes et bourgades, notamment en France, sont affectées par les bombardements, et parfois rayées de la carte. La production industrielle a chuté : l’Allemagne et la France sont les deux pays les plus touchés avec une baisse par rapport à 1913 de respectivement 39 % et 38 %.

### Traité de Versailles
Le traité de Versailles met fin à la Première Guerre mondiale. Il est signé le 28 juin 1919 au château de Versailles entre l’Allemagne et les Alliés. Bien que cette conférence réunisse 27 États (vaincus exclus et, en réalité, 32, le Royaume-Uni parlant au nom du Canada, de l'Australie, de l'Afrique du Sud, de la Nouvelle-Zélande et de l'Inde), les travaux sont dominés par une sorte de directoire de quatre membres : Georges Clemenceau pour la France, David Lloyd George pour le Royaume-Uni, Vittorio Emanuele Orlando pour l’Italie et Woodrow Wilson pour les États-Unis.
Les sanctions prises sont extrêmement dures pour les vaincus :
- démilitarisation des environs du Rhin ;
- dissolution de l'Autriche-Hongrie ;
- reconstitution de la Pologne, au détriment notamment de l'Allemagne et de l'Autriche-Hongrie ;
- perte des colonies au profit des vainqueurs ;
- responsabilité totale des dégâts de la guerre et devoir de remboursement ;
- occupation de certains territoires allemands par les Alliés ;
- restitution de l’Alsace-Lorraine à la France et détachement de la Sarre qui est soumise pour 15 ans au contrôle du conseil de la SDN.

Au moment de définir les nouvelles frontières de l’Europe, les États-Unis et le Royaume-Uni refusent d’accéder à la demande des Français de créer une barrière militaire sur le Rhin, pour éviter une hégémonie française sur le continent. De plus, ces deux pays sont convaincus que l’Europe ne peut se reconstruire efficacement sans une Allemagne forte. C’est pourquoi ils tentent de modérer les énormes exigences de la France. Pour éviter la création de cette barrière, les États-Unis et le Royaume-Uni proposent de signer avec la France un traité de défense commune en cas d’agression allemande, ce qui signifie que la France recevrait immédiatement l’aide militaire de ces pays. Clemenceau accepte cette proposition, mais le Congrès américain refuse de ratifier le traité de Versailles.
L’Allemagne étant extrêmement insatisfaite des dispositions du traité, les Français jugent bon de se protéger d’une autre manière. Ils vont alors constituer une petite entente avec la Tchécoslovaquie, la Yougoslavie et la Roumanie pour remplacer le soutien inexistant des États-Unis et du Royaume-Uni.

## Naissance de la SDN

### Origines

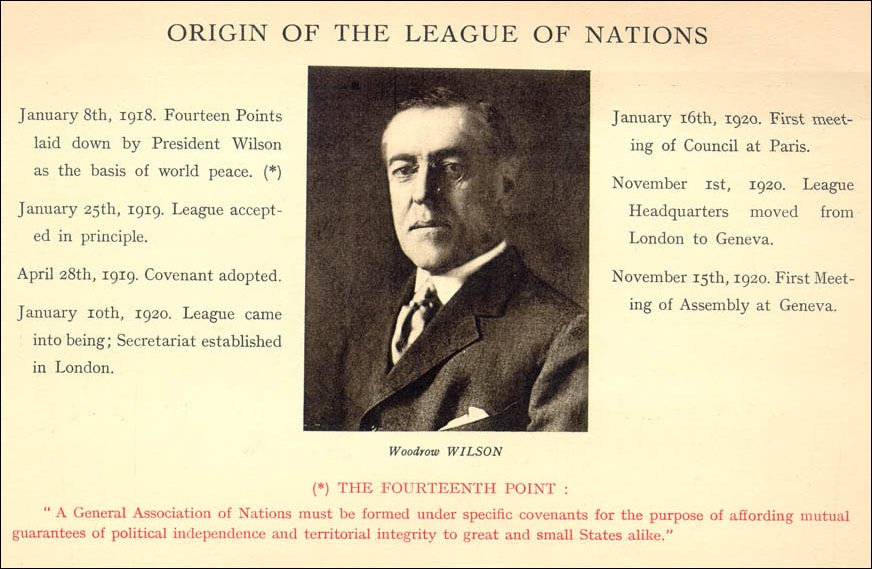
Carte commémorative représentant le président des États-Unis Woodrow Wilson et les "Origines de la Société de Nations"

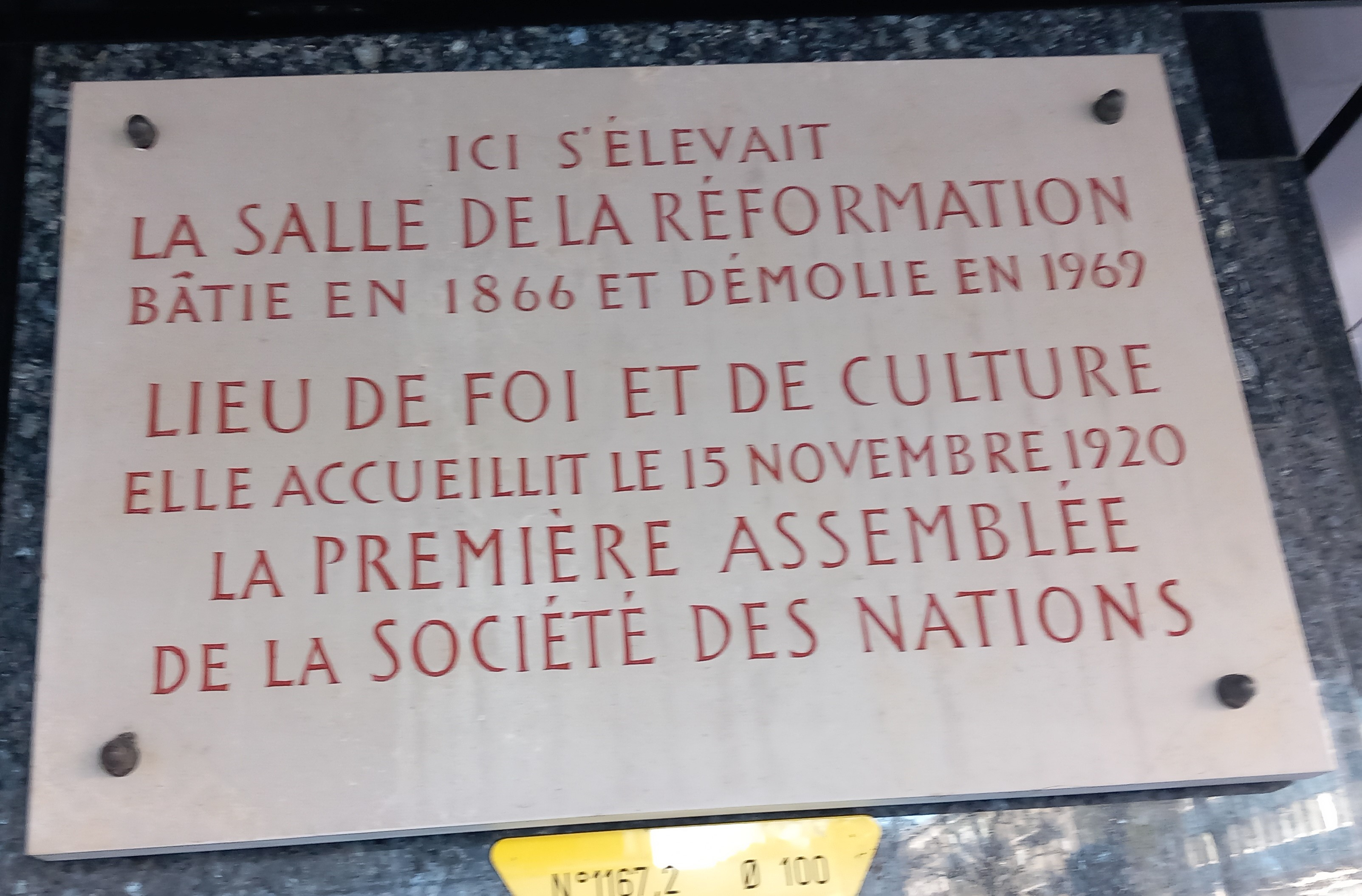
Plaque commémorative à la rue du Rhône à Genève.

Aux XVIIIe et XIXe siècles, des sociétés pour la paix se créent à New York, Londres et Genève. En 1892, on crée à Berne le Bureau international de la paix qui reçoit le prix Nobel de la paix en 1910.
Les prémices de la Société des Nations furent, à bien des égards, les conférences internationales de paix de La Haye de 1899 et 1907 (dont Léon Bourgeois, dans Pour la Société des nations, attribue l'instigation au tsar Nicolas II) qui aboutissent à la création de la Cour d'arbitrage international de La Haye. La « Confédération des États de la Haye », comme l’a appelée le pacifiste néo-kantien Walther Schücking, formait une alliance universelle dont le but était le désarmement et le règlement pacifique des conflits par l’arbitrage. Ces deux axes étant issus à chaque fois d'une des commissions instaurées lors de la conférence et présidées par Léon Bourgeois ; axes considérés initialement comme mineurs aux yeux des puissances instigatrices de la conférence. Le concept d’une communauté paisible des nations avait été précédemment décrit dans l’ouvrage d’Emmanuel Kant, Vers la paix perpétuelle (1795). À la suite de l’échec de ces conférences (une troisième avait été prévue pour 1915), l’idée de la Société de Nations fut initiée par le Secrétaire d’État aux Affaires étrangères britannique Edward Grey et reprise avec enthousiasme par le président des États-Unis démocrate Woodrow Wilson et son conseiller, le colonel Edward M. House qui y voyaient un moyen de prévenir un nouveau bain de sang comparable à celui de la Première Guerre mondiale, la « guerre pour mettre fin à la guerre ».
La création de la SDN fut également l'objet des « Quatorze points de Wilson », en particulier le dernier : « Une association globale de nations doit être formée par des engagements spécifiques garantissant une indépendance politique et une intégrité territoriale mutuelle identique à tous les pays grands ou petits. »
Les participants à la conférence de paix de Paris acceptèrent la proposition de créer une Société des Nations (en anglais : League of Nations, en allemand : Völkerbund) le 25 janvier 1919.
Le projet est achevé le 14 février 1919. Le 28 avril 1919, on choisit Genève comme siège de l’organisation. Ce choix est justifié par le rayonnement international acquis par la cité au cours des siècles et son appartenance à la Suisse (pays neutre).
La Convention définissant la Société de Nations fut ébauchée par une commission spéciale, la création de la SDN étant prévue dans la partie 1 du Traité de Versailles signé le 28 juin 1919. Initialement, la Charte fut signée par 44 États, dont 31 avaient pris part à la guerre du côté de la Triple-Entente ou la rejoignirent durant le conflit. Malgré les efforts de Wilson pour créer et promouvoir la SDN — pour lesquels il reçut le Prix Nobel de la paix en 1919 —, les États-Unis ne ratifièrent jamais la Charte, ni ne la rejoignirent plus tard à la suite de l’opposition du Sénat des États-Unis, et particulièrement de celle de républicains influents comme Henry Cabot Lodge du Massachusetts et William E. Borah de l’Idaho, en conjonction avec le refus d’un compromis par Wilson.
La Société tint sa première réunion à Londres le 10 janvier 1920. Son premier geste fut de ratifier le traité de Versailles, terminant ainsi officiellement la Première Guerre mondiale. Les instances dirigeantes de la SDN se sont déplacées à Genève le 1er novembre 1920. La première Assemblée générale y fut tenue le 15 novembre 1920 avec les représentants de 41 nations. Son premier président est le Belge Paul Hymans. Le Français Léon Bourgeois fut le président de la première réunion du Conseil (le 16 janvier 1920). Il reçut le Prix Nobel de la Paix en 1920.
David Kennedy a étudié la SDN au travers de textes savants la concernant, des traités qui la créèrent, et des votes lors des sessions plénières. Kennedy suggère que la Société fut un moment unique où les affaires internationales étaient « institutionnalisées », par opposition aux méthodes légales et politiques d’avant la Première Guerre mondiale.

### Rôle des États-Unis
Dans un programme en quatorze points, le président américain Woodrow Wilson propose la création d’une Société des Nations qui doit garantir la paix mondiale. Le projet est relativement mal accueilli en France à cause de la modération des États-Unis envers les nations vaincues lors de l’élaboration du traité de Versailles. Cependant, le président du Conseil Georges Clemenceau accepte d’adhérer à la Société, car il comprend que, de cette manière, il obtient le consentement des États-Unis sur ses exigences envers l’Allemagne. Wilson essuie un grave échec lorsque le Congrès américain refuse d’adhérer à la SDN par tradition isolationniste vis-à-vis de l’Europe. Les États-Unis n'en seront jamais membres.

#### Quatorze points de Wilson
- fin de la diplomatie secrète
- liberté de navigation sur les mers
- suppression des barrières économiques et égalité commerciale pour toutes les nations
- réduction des armements
- arrangement sur les questions coloniales en tenant compte des intérêts des populations concernées
- évacuation de la Russie et possibilité pour les Russes de choisir librement leur gouvernement
- évacuation et restauration de la Belgique
- libération du territoire français et retour de l’Alsace-Lorraine à la France
- rectification des frontières italiennes selon le principe des nationalités
- autonomie des peuples d’Autriche-Hongrie
- évacuation de la Roumanie, de la Serbie et du Monténégro ; libre accès à la mer pour la Serbie
- autonomie des peuples non-turcs de l’Empire ottoman ; liberté de passage dans les détroits vers la mer Noire
- création d’une Pologne indépendante avec accès à la mer
- création d’une association des nations pour garantir l’indépendance et les frontières des États

### Négociations sur «l'égalité des races»
La délégation japonaise défend l'inscription du principe de « l'égalité des races » dans le pacte de la SDN mais doit faire face à la ferme opposition de l'Australie, et dans une moindre mesure des États-Unis et du Royaume-Uni. Tout au long des débats, la presse américaine et britannique critique vivement le Japon, accusé de vouloir faciliter l’émigration de ses ressortissants.
Au contraire, ces discussions suscitent l'espoir des populations subissant des mesures de discrimination ou de ségrégation raciale, notamment afro-américaine. L’intellectuel noir américain William Edward Burghardt Du Bois considère le Japon comme un acteur de la revanche des peuples de couleur : « Étant donné que les Africains noirs, les Indiens bruns et les Japonais jaunes se battent pour la France et l’Angleterre, il serait possible qu’ils sortent de ce désordre sanglant avec une nouvelle idée de l’égalité essentielle des hommes ».
Pourtant, souligne l'historienne Matsunuma Miho, « l’objectif du Japon n’est pas de réaliser l’égalité de toutes les races. Son gouvernement craint surtout qu’un statut inférieur assigné à ses ressortissants ne désavantage sa position dans le futur ordre international. » Les ressortissants japonais subissant des mesures discriminatoires humiliantes aux États-Unis, au Canada et en Australie. En outre, le Japon pratique lui-même une politique de discrimination et de répression à l'égard des Chinois et des Coréens, dont les manifestations indépendantistes de mars 1919 sont écrasées.
L'échec de l'initiative provoque au Japon une grande colère populaire et une rancœur à l'égard de l'Occident, en particulier des Anglo-Saxons.

## Pacte de la Société des Nations
Le pacte de la Société des Nations est rédigé du 3 février au 11 avril 1919 à l'Hôtel de Crillon à Paris pendant la conférence de la paix de 1919. Il règle les rapports entre les États membres.
La SDN a trois buts fondamentaux :
- faire respecter le droit international, avec la CPJI (Cour permanente de justice internationale)
- abolir la diplomatie secrète,
- résoudre les conflits par arbitrage.

Les 26 articles qui composent le Pacte définissent les fonctions des quatre organes principaux :
- l’Assemblée réunit les représentants des États membres pour débattre des questions relatives à la paix dans le monde, ainsi que l’admission de nouveaux membres (l’Allemagne n’est admise qu’en 1926). Elle contrôle également le budget de l’organisation.
- le Conseil est composé de quatre membres permanents initialement, à savoir le Royaume-Uni, la France, l’Italie, le Japon, rejoints par l'Allemagne en 1926, ainsi que de neuf membres non-permanents. Le conseil a les mêmes droits que l’assemblée. Il s’occupe aussi de différentes tâches dans lesquelles l’assemblée n’a qu’un pouvoir limité (mandats, minorités, etc.).
- le Secrétariat est l’auxiliaire de l’assemblée. Il est dirigé par un secrétaire général qui contrôle plusieurs sections ainsi que le personnel (670 personnes venant de 51 pays en 1930).
- la Cour permanente internationale de justice de la Haye, créée en 1922, doit juger des affaires qui lui sont soumises et généralement issues de la guerre.

Toute action de la SDN devait être autorisée par un vote unanime du Conseil et un vote majoritaire de l’Assemblée.

## Organisation de la SDN

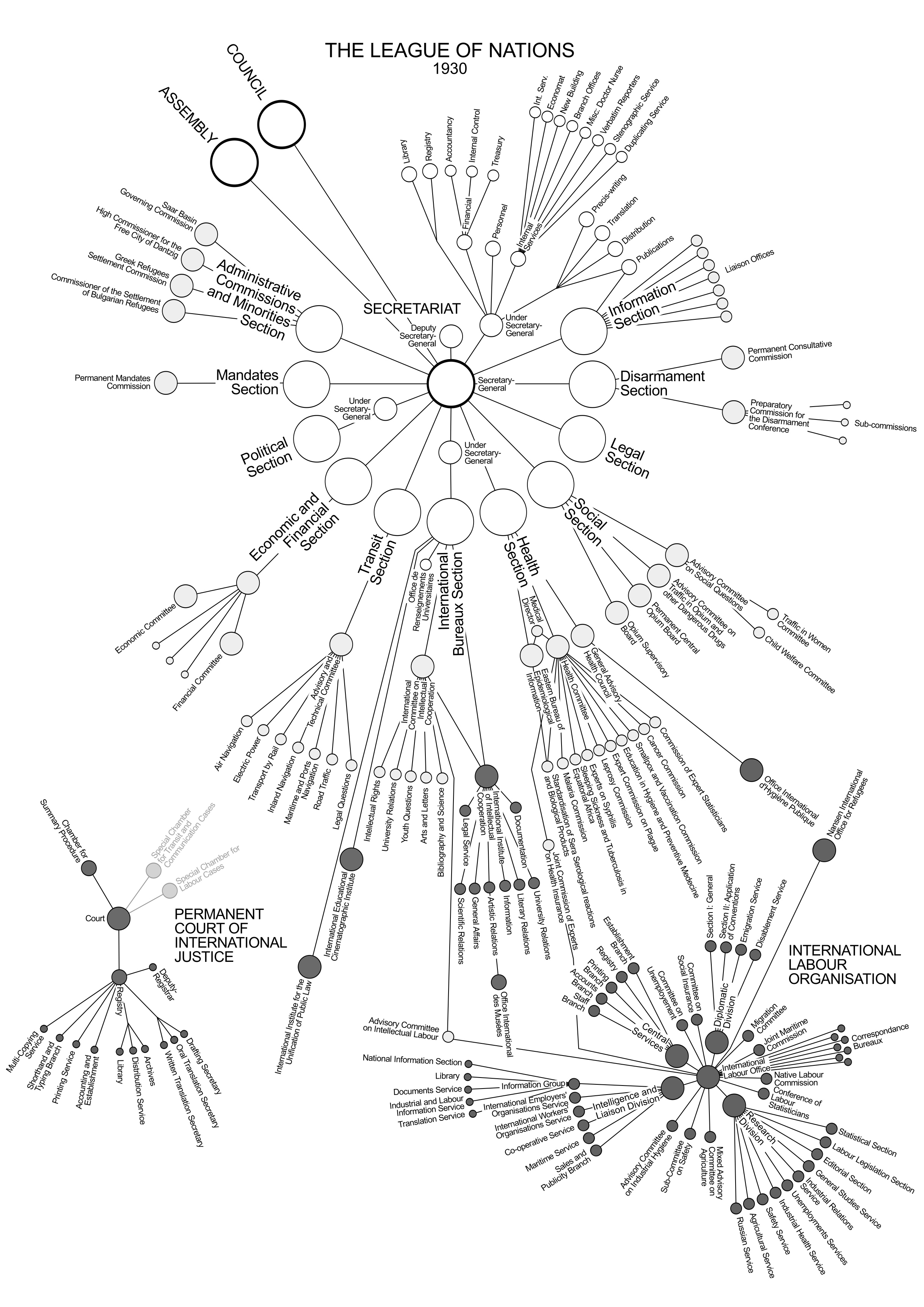
Organigramme de la Société des Nations en 1930, en anglais.

La Société regroupe à l’origine 45 pays, dont 26 non-européens. Par la suite, le nombre de pays membres passe temporairement à 60 (28 septembre 1934 à 26 mars 1935).

### Secrétariat et Assemblée
Le personnel du secrétariat était responsable de préparer l’ordre du jour pour le Conseil et l’Assemblée et d’éditer les comptes-rendus des réunions et rapports sur les sujets courants, agissant en fait comme des fonctionnaires de la Société. Le secrétariat est organisé en sections et emploie plusieurs centaines de collaborateurs et experts.

#### Secrétaires généraux de la Société des nations (1919-1946)
- 1919-1933 : Sir Eric Drummond,  Royaume-Uni.
- 1933–1940 : Joseph Avenol,  France.
- 1940-1946 : Seán Lester,  Irlande.

Chaque État membre était représenté et disposait d’un vote à l’Assemblée (bien que tous les États n’eussent pas forcément de représentant permanent à Genève). L’Assemblée tenait ses sessions une fois par an en septembre.

#### Présidents de l’assemblée générale de la Société (1920-1946)
- France, Léon Bourgeois, 1920
- Belgique, Paul Hymans, 1920-1921
- Pays-Bas, Herman Adriaan van Karnebeek, 1921-1922
- Chili, Agustin Edwards, 1922-1923
- Cuba, Cosme de la Torriente y Peraza, 1923-1924
- Suisse, Giuseppe Motta, 1924-1925
- Canada, Raoul Dandurand, 1925-1926
- Portugal, Augusto de Vasconcelos 1926-1926
- Yougoslavie, Momčilo Ninčić, 1926-1927
- Uruguay, Alberto Guani, 1927-1928
- Danemark, Herluf Zahle, 1928-1929
- Salvador, José Gustavo Guerrero, 1929-1930
- Roumanie, Nicolae Titulescu, 1930-1932
- Belgique, Paul Hymans, (2e fois) 1932-1933
- Afrique du Sud, Charles Theodore Te Water, 1933-1934
- Suède, Rickard Sandler, 1934
- Mexique, Francisco Castillo Nájera, 1934-1935
- Tchécoslovaquie, Edvard Beneš, 1935-1936
- Argentine, Carlos Saavedra Lamas, 1936-1937
- Turquie, Tevfik Rüştü Aras, 1937-1937
- Raj britannique, Aga Khan III 1937-1938
- Irlande, Éamon de Valera, 1938-1939
- Norvège, Joachim Hambro, 1939-1946

### Conseil
Le Conseil de la Société des Nations avait autorité pour traiter de toute question affectant la paix du monde. Sa composition fut d’abord de quatre membres permanents (le Royaume-Uni, la France, l’Italie et le Japon) et quatre membres non permanents, élus par l’Assemblée générale pour une période de trois ans. Les quatre premiers membres non permanents étaient la Belgique, le Brésil, la Grèce et l’Espagne. Les États-Unis, étaient censés être le cinquième membre permanent, mais le sénat des États-Unis, dominé par les Républicains après les élections de 1918, vota contre la ratification du traité de Versailles, empêchant de ce fait la participation du pays à la SDN, et traduisant la tentation isolationniste des Américains.
La composition initiale du Conseil fut ensuite modifiée à de nombreuses reprises. Le nombre de membres non permanents fut d’abord porté à six (le 22 septembre 1922), puis à neuf (le 8 septembre 1926). La république de Weimar rejoignit également la Société et devint le cinquième membre permanent du Conseil, portant le nombre total de membres à quinze. Plus tard, quand l’Allemagne et le Japon quittèrent la Société, le nombre de membres non permanents fut finalement augmenté de neuf à onze. En moyenne, le Conseil se réunissait cinq fois par an, sans compter les sessions extraordinaires. Cent sept sessions publiques eurent lieu entre 1920 et 1939.

### Autres organes
La SDN supervisait la Cour permanente internationale de justice et diverses autres agences et commissions créées pour traiter des problèmes internationaux prégnants. On y trouvait la Commission de contrôle des armes à feu, l’Organisation de la santé, l’Organisation internationale du travail, la Commission des Mandats, le bureau central permanent de l’opium, la Commission pour les réfugiés, et la Commission de l’esclavage. Alors que la Société elle-même est souvent stigmatisée pour ses échecs, plusieurs de ses agences et commissions ont eu des succès notables dans l’exercice de leurs mandats respectifs.

#### Commission de désarmement
La Commission obtint l’accord initial de la France, l’Italie (l'économiste V. Pareto en est le représentant), le Japon et la Grande-Bretagne afin de limiter la taille de leurs marines de guerre respectives. Néanmoins, le Royaume-Uni refusa de signer le traité de désarmement de 1923, et le pacte Briand-Kellogg, facilité par la commission en 1928, échoua dans son objectif de bannir la guerre. Enfin, la Commission n’a pas réussi à stopper le réarmement de l’Allemagne (qui obtient, en décembre 1932, le principe d'égalité des droits en matière d'armement, et rétablit en 1935 le service militaire obligatoire), de l’Italie et du Japon durant les années 1930. Le Japon quitte la SDN en 1933, deux ans après avoir envahi la Mandchourie.

#### Organisation sanitaire (Commission de la santé d'hygiène et OIHP)
L'« Organisation de la santé » de la Société des Nations était un montage complexe articulant une Commission de la santé d'hygiène, propre à la SDN, fondé en 1923, et des relations complexes avec l'Office international d'hygiène publique (OIHP) crée avant la SDN, en 1907, et héritier des Conférences sanitaires internationales.
L'Organisation de la santé visait, entre autres, à éradiquer la lèpre, la malaria et la fièvre jaune, les deux derniers en lançant une campagne internationale d’extermination des moustiques. L’Organisation réussit également à éviter qu’une épidémie de typhus se développât en Europe grâce à une intervention précoce en Union soviétique. Un grand nombre d'activités pratiques demeuraient néanmoins effectuées par l'OIHP.

#### Commission des Mandats
La Commission supervisa les territoires Mandats de la SDN. Elle organisa aussi des référendums dans les territoires contestés afin que leurs résidents puissent décider du pays qu’ils voulaient rejoindre ; le plus célèbre fut celui de la Sarre en 1935.

#### Organisation internationale de travail
Cet organe fut dirigé par le Français Albert Thomas. Il réussit à faire interdire l’ajout de plomb dans la peinture, et convainquit un certain nombre de pays d’adopter une loi des 8 heures de travail quotidien et de quarante-huit heures hebdomadaires. Il travailla également à l’abolition du travail des enfants, à améliorer le droit des femmes au travail, et à rendre les armateurs responsables pour les accidents impliquant des marins.

#### Commission consultative du trafic de l'opium (1921-1924) puis Commission consultative du trafic de l'opium et autres drogues nuisibles (1924-1940)
Créée en 1920 lors de la première assemblée générale de Société des nations, la Commission consultative du trafic de l'opium était chargée de poursuivre la politique internationale des drogues telle qu'elle avait été initiée par la Convention internationale de l'opium signée à La Haye en 1912. Sa première réunion eut lieu en 1921 et elle siégea sans discontinuer jusqu'en 1940. C'est en son sein que furent discutées et élaborées les conventions internationales sur les drogues adoptées durant l'entre-deux-guerres. Elle contribua ainsi grandement à l'édification du contrôle international des drogues tel qu'il existe toujours au début du XXIe siècle, en créant un marché légal des drogues destinées aux seules fins médicales et scientifiques.

#### Commission des réfugiés
Dirigée par Fridtjof Nansen, la Commission surveilla le rapatriement et, si nécessaire le relogement, de 400 000 réfugiés et ex-prisonniers de guerre, dont la plupart avaient échoué en Russie à la fin de la Première Guerre mondiale. Elle établit des camps en Turquie en 1922 pour traiter un afflux de réfugiés dans le pays et ainsi participer à la prévention des maladies et de la famine. Elle établit également le passeport Nansen comme moyen d’identification des personnes apatrides.

#### Commission de l’esclavage
La Commission chercha à éradiquer l’esclavage et la traite des esclaves dans le monde, combattit la prostitution forcée et le trafic de stupéfiants particulièrement celui de l’opium. Elle réussit à faire émanciper 200 000 esclaves en Sierra Leone et organisa des raids contre les trafiquants d’esclaves afin de stopper la pratique du travail forcé en Afrique. Elle réussit également à ramener le taux de mortalité des ouvriers construisant le chemin de fer du Tanganyika de 55 % à 4 %. Dans d’autres régions du monde, la Commission recueillit des témoignages sur le trafic d’esclaves, la prostitution et le trafic de drogue dans une tentative de surveillance de ces questions.

#### Commission internationale de coopération intellectuelle (CICI)
L’instance de la CICI, fondée en 1921, a pour fonction de promouvoir les conditions favorables à la paix internationale. Il s’agit de développer l’esprit critique des individus grâce à l’éducation afin que cela puisse leur permettre d’agir de manière saine et responsable. La CICI, qui rassemble en son sein plusieurs intellectuels du monde entier, a comme premier président le philosophe Henri Bergson. Cette instance de concertation disparaît lors de la Seconde Guerre mondiale et réapparaît en 1946 sous une forme nouvelle, celle de l’UNESCO.
Plusieurs de ces institutions furent transférées aux Nations unies après la Seconde Guerre mondiale. En plus de l’Organisation Internationale du Travail, la Cour internationale de justice permanente devint la Cour internationale de justice (CIJ), et l’Organisation de la santé fut réorganisée en Organisation mondiale de la santé (OMS).

### Pays membres

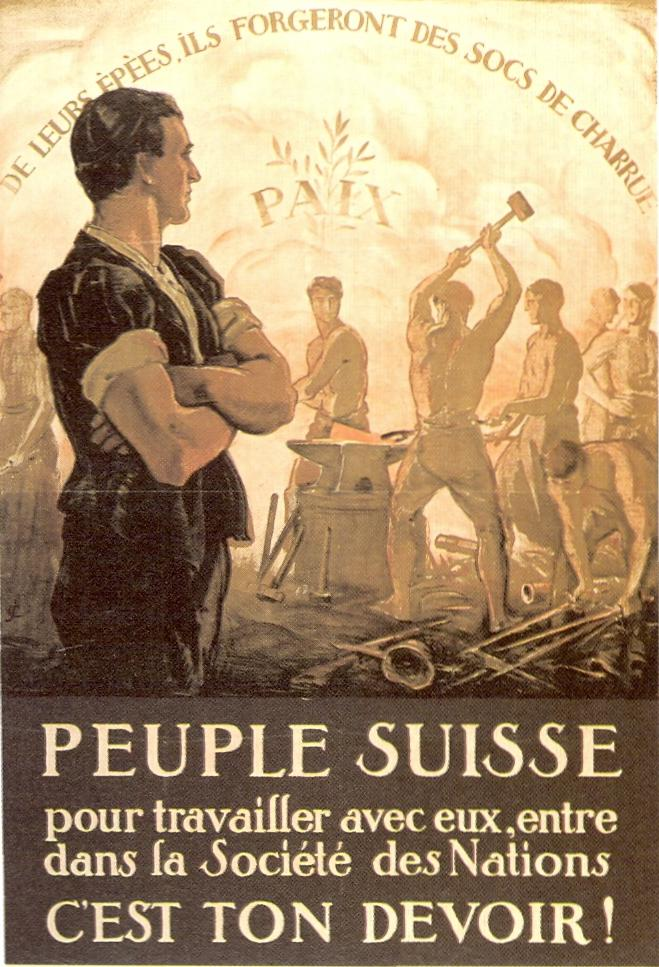
Campagne d'affichage en Suisse en vue de la votation pour l'admission du pays au sein de la Société des Nations en 1920.

La Société de nations avait 42 membres fondateurs ; 16 d’entre eux quittèrent ou se retirèrent de l’organisation. Le royaume de Yougoslavie fut le seul, parmi les membres fondateurs, à quitter la Société et à y revenir, restant ensuite membre jusqu’à la fin. L’année de la fondation, six autres États la rejoignirent ; seuls deux d’entre eux y participèrent jusqu’au bout. Par la suite, 15 autres pays devinrent membres, dont seulement deux le furent jusqu’à la fin. L’Égypte fut le dernier pays membre en 1937. L’Union soviétique fut exclue de la Société le 14 décembre 1939, cinq ans après son adhésion le 18 septembre 1934. L’Irak fut le seul membre à être également un Mandat de la Société des Nations. L’Irak devint membre en 1932.

### Symboles
La Société des Nations n’eut jamais ni drapeau officiel, ni logo. Des propositions furent présentées dans les débuts de la SDN afin d’adopter un symbole officiel, mais les États membres ne tombèrent jamais d’accord.

Emblème semi-officiel, 1939-1941.

Néanmoins, les organismes de la Société utilisèrent, le cas échéant, divers drapeaux et logos pour leurs besoins propres. Un concours international fut organisé en 1929 afin de trouver un concept, qui là encore n’a pas conduit à un symbole. Une des raisons de cet échec a peut-être été la crainte par des États membres que la puissance de cette organisation supranationale eût pu surpasser la leur. Finalement, en 1939, un emblème semi-officiel vit le jour : deux étoiles à cinq pointes au centre d’un pentagone bleu. Le pentagone et les étoiles devaient représenter symboliquement les cinq continents et les cinq races de l’humanité. Le drapeau comprenait, respectivement en haut et en bas, les noms anglais (League of Nations) et français (Société des Nations). Ce drapeau fut notamment, déployé sur le bâtiment de la Foire internationale de New York 1939-1940.

### Siège

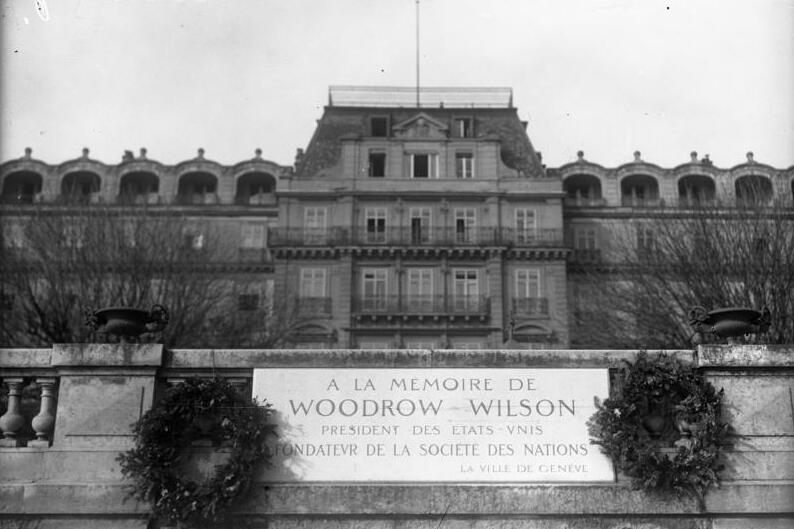
Le Palais Wilson de Genève en 1928, premier siège de la SDN.

- 1919-1920 : Secrétariat temporaire à Londres
- 1920-1936 : Palais Wilson (Genève)
- 1936-1940 : Palais des Nations (Genève)

### Langues officielles
Les langues officielles étaient le français et l’anglais. Au début des années 1920, il fut proposé d’adopter l’espéranto comme langue de travail,. Treize délégués de pays incluant ensemble près de la moitié de la population mondiale et une large majorité de la population des pays de la SDN acceptèrent la proposition contre un seul, le délégué français Gabriel Hanotaux qui mit son véto. Hanotaux n’appréciait pas le fait que le français perde sa position de langue de la diplomatie et voyait dans l’espéranto une menace. Deux ans après, la Société recommandait que ses États membres incluent l’espéranto dans leurs programmes d’éducation.

### «Mandats» de la SDN
Les territoires sous mandat de la SDN, ou « Mandats », furent créés sous le couvert de l’Article 22 des engagements de la Société des Nations. Ces territoires étaient d’anciennes colonies de l’Empire allemand et provinces de l’Empire ottoman.
Il y avait trois classes de mandats.

#### Mandat «A»
C’étaient des territoires « ayant atteint un stade de développement suffisant pour qu’ils puissent être identifiés, à titre provisoire, comme nations indépendantes et pouvant recevoir des conseils et aides par un « Mandataire », jusqu’au moment où ils pourraient se diriger seuls. Les souhaits de ces communautés doivent être une considération principale dans la sélection du mandataire ». Ces territoires faisaient principalement partie de l’ex-Empire ottoman.

#### Mandat «B»
C’étaient des territoires qui « étaient à un stade où le mandataire devait être responsable de l’administration du territoire dans les conditions qui garantissent :
- La liberté de conscience et la liberté religieuse ;
- Le maintien de l’ordre social et de l’ordre moral ;
- La prohibition des abus tels que le commerce des esclaves, le trafic d’armes et le trafic d’alcool ;
- La prévention de l’établissement de fortifications ou bases militaires et navales et de la formation militaire des indigènes pour autre chose que des objectifs politiques et la défense de territoire ;
- Des opportunités égales d’échanges et de commerce avec les autres membres de la SDN. »

#### Mandat «C»
C’étaient des territoires « qui, en raison de la faible densité de leur population, ou leur petite taille, ou leur éloignement des centres de la civilisation, ou de leur contiguïté géographique du territoire d’un Mandataire, et autres circonstances, peuvent être mieux administrées selon les lois du mandataire. »
Les territoires étaient régis par des délégations de pouvoir, à l’image de ce qui se passait pour le Royaume-Uni en Palestine (British Mandate of Palestine) et en Afrique du Sud (Union de l’Afrique du Sud), jusqu’à ce que ces territoires soient capables de s’auto-administrer.
Il y avait quatorze mandats gérés par six mandataires : Royaume-Uni, France, Belgique, Nouvelle-Zélande, Australie et Japon. En pratique, les territoires sous mandat étaient traités comme des colonies et des critiques les dénoncèrent comme des prises de guerre. À l’exception de l’Irak, qui rejoignit la Société le 3 octobre 1932, ces territoires ne purent gagner leur indépendance avant la fin de la Seconde Guerre mondiale, processus qui ne se termina qu’en 1990. À la suite de la dissolution de la SDN, la plupart des mandats restants passèrent sous le contrôle des Nations unies sous l’appellation de United Nations Trust Territories.
En plus des mandats, la Société des Nations administra elle-même la Sarre pendant 15 ans, avant qu’elle soit rétrocédée au Troisième Reich à la suite d'un plébiscite, et la ville libre de Dantzig (Gdańsk, Pologne) du 15 novembre 1920 au 1er septembre 1939.

## Succès de la SDN
La SDN fut généralement accusée d’avoir failli à sa mission. Cependant, elle eut des succès significatifs dans un certain nombre de territoires.

### Îles Åland
Les Åland représentent un ensemble d’à peu près 6 500 îles situées à mi-distance de la Suède et de la Finlande. Les habitants sont exclusivement de langue suédoise, bien que la Finlande – alors sous domination russe – en obtînt la souveraineté au début des années 1900. À compter de 1917, la plupart des résidents souhaitèrent que les îles deviennent une région suédoise. La Finlande, devenue indépendante, s’y opposa. Le gouvernement suédois souleva la question devant la SDN en 1921. Après une réflexion approfondie, la Société jugea, le 25 juin 1921, que les îles devaient être finlandaises tout en disposant d’un gouvernement autonome, évitant une guerre potentielle entre les deux pays.

### Albanie
La frontière entre l’Albanie et le royaume de Yougoslavie était restée sujet de controverse après la conférence de paix de Paris en 1919, les forces yougoslaves occupant une partie du territoire albanais. Après des affrontements avec les tribus albanaises, les forces yougoslaves pénétrèrent plus avant les territoires. La Société envoya une commission composée de représentants des divers pouvoirs régionaux. La commission statua en faveur de l’Albanie et les forces yougoslaves se retirèrent en 1921, non sans avoir protesté. La guerre fut à nouveau évitée.

### Autriche et Hongrie
À la suite de la Première Guerre mondiale, l’Autriche et la Hongrie durent faire face à une banqueroute résultant du démantèlement de leur territoire et des très importantes réparations de guerre qu’elles durent payer. La Société mit en place des prêts pour les deux nations et envoya des commissaires pour en surveiller la dépense. Dans le cas autrichien, elle déploya une aide internationale de grande ampleur, et poussa Vienne à réformer son système économique pour stabiliser son budget. Ces actions mirent l’Autriche et la Hongrie sur la voie du rétablissement économique.

### Haute-Silésie
Le traité de Versailles avait demandé qu’un référendum fût organisé en Haute-Silésie afin de déterminer si le territoire devrait être rattaché à la république de Weimar (Allemagne) ou à la république de Pologne. Une répression brutale et la discrimination contre les Polonais amenèrent à des émeutes et par la suite aux deux premiers soulèvements en Silésie (1919 et 1920). Lors du référendum, approximativement 59,6 % des voix (autour de 500 000 personnes) furent favorables au rattachement à l’Allemagne. Ce résultat conduisit au troisième soulèvement en 1921. La SDN fut invitée à régler la question. En 1922, une enquête de six semaines constata que le territoire devrait être découpé en deux. La décision fut acceptée par les deux camps et par la majorité des habitants.

### Memel
La ville portuaire de Memel (maintenant Klaipėda) et la région avoisinante du territoire de Memel furent placées sous le contrôle de la SDN à la fin de la Première Guerre mondiale et fut gouvernée par un général français pendant trois ans. Bien que la population fût majoritairement allemande, le gouvernement lituanien revendiqua le territoire et ses troupes l’envahirent en 1923. La Société choisit de céder le territoire entourant Memel à la Lituanie, mais déclara que le port devrait rester zone internationale, ce qu’accepta la Lituanie. Cette décision pourrait être vue comme un échec (la SDN ayant réagi passivement à l’utilisation de la force), mais le règlement de la question sans grande effusion de sang significative fut un résultat favorable de la Société.

### Différend gréco-bulgare
Après un incident de frontière entre sentinelles grecques et bulgares en 1925, les troupes grecques envahirent leur voisine. La Bulgarie ordonna à ses troupes de n’offrir qu’une résistance symbolique, faisant confiance à la Société pour régler le conflit. La SDN a en effet condamné l’invasion grecque, et réclamé à la fois le retrait des troupes grecques et une compensation à la Bulgarie. La Grèce s’y est conformée, mais s’est plainte de la disparité de traitement avec l’Italie (voir plus loin : l’incident de Corfou).

### Sarre
La Sarre était une province formée de parties de territoire de la Prusse et du Palatinat rhénan. Elle fut créée et placée sous le contrôle de la SDN après le Traité de Versailles. Un plébiscite (référendum) devait être organisé après quinze ans pour déterminer si la région devait appartenir à l’Allemagne ou à la France. À ce référendum, organisé en 1935, 90,3 % des votes furent favorables au retour de la Sarre à l’Allemagne.

### Mossoul
La Société a résolu en 1926 un conflit entre l’Irak et la Turquie à propos du contrôle de l’ancienne province ottomane de Mossoul. Selon le Royaume-Uni, qui avait reçu de la Société un Mandat « A » sur l’Irak en 1920 et de ce fait représentait l’Irak pour ses affaires étrangères, Mossoul avait appartenu à l’Irak. D’un autre côté, la république turque nouvellement créée revendiquait la province comme son centre historique.
Un comité de trois personnes fut envoyé par la SDN dans la région en 1924 afin d’étudier ce cas et recommanda, en 1925, que la région fût rattachée à l’Irak, sous la condition que le Royaume-Uni conservât son mandat sur l’Irak pour une période de 25 années afin d’assurer les droits autonomes de la population kurde.
Le Conseil de la Société des Nations adopta la proposition et décida le 16 décembre 1925 d’attribuer Mossoul à l’Irak. Bien que la Turquie eût accepté l’arbitrage de la Société dans le Traité de Lausanne de 1923, elle rejeta sa décision. Toutefois, les Britanniques, l’Irak et la Turquie signèrent un traité le 5 juin 1926 qui, dans ses grandes lignes, reprenait la décision du Conseil de la SDN, attribuant également Mossoul à l’Irak.

### Sandjak d'Alexandrette
Sous la supervision de la SDN, le sandjak d’Alexandrette avait été dévolu au mandat français de Syrie. Après de nombreux troubles et contestations entre la minorité turque et la Syrie, une résolution de la Société pousse la France, mandataire, à accorder en novembre 1937 son autonomie. Rebaptisé Hatay, le sandjak proclama son indépendance et fonda la république de Hatay en septembre 1938, après les élections du mois précédent. Elle fut plus tard annexée par la Turquie en 1939.

### Liberia
À la suite de rumeurs de travail forcé au Liberia, pays africain indépendant, la Société lança une enquête à ce sujet, en particulier concernant les allégations de travail forcé dans les plantations gigantesques de caoutchouc de Firestone dans le pays. En 1930, un rapport de la Société impliqua de nombreux fonctionnaires du gouvernement dans la vente de main-d’œuvre, conduisant à la démission du président Charles D. B. King, de son vice-président et nombreux autres fonctionnaires du gouvernement. La SDN poursuivit en menaçant d’établir une tutelle sur le Liberia à moins que des réformes soient réalisées, ce qui devint l’objectif principal du président Edwin Barclay.

### Guerre colombo-péruvienne de 1932-1933
La guerre colombo-péruvienne, survenue entre 1932 et 1933, est un contentieux territorial concernant le « trapèze » de Léticia, zone d’une superficie de 10 000 km2, située en Colombie. Après de violents affrontements, c'est la médiation de la Société des Nations qui mit fin au conflit et conduit les deux parties à signer un traité de paix.

### Autres succès
La SDN combattit[Comment ?] également le trafic international d’opium et l’esclavage sexuel et aida à soulager la situation difficile des réfugiés, spécialement en Turquie en 1926. Une de ses innovations dans le domaine fut la création, en 1922, du passeport Nansen, qui fut la première carte d’identité internationalement reconnue pour les réfugiés apatrides. Beaucoup des succès de la Société ont été réalisés par ses diverses agences et commissions.

## Défauts de la SDN
Sur le long terme, la SDN fut un échec. Le déclenchement de la Seconde Guerre mondiale fut la cause immédiate de sa disparition, mais beaucoup d’autres raisons, plus fondamentales, préexistaient.
La Société, comme aujourd’hui les Nations unies, ne disposait pas de force armée en propre et dépendait des grandes puissances pour faire appliquer ses résolutions, ce qu’elles n’ont jamais été très disposées à faire. Les sanctions économiques, qui étaient la mesure la plus grave que la Société pouvait décider - juste avant l’option militaire - étaient difficiles à imposer et eurent peu d’impact sur les pays visés car ceux-ci pouvaient continuer à commercer avec des pays n’appartenant pas à la SDN. Le problème est illustré dans le passage suivant :

« Concernant les sanctions militaires prévues au titre du paragraphe 2 de l’Article 16, il n’y a pas d’obligation légale à les appliquer… s’il existe un devoir politique et moral incombant aux États, ici encore, il n’y a pas d’obligations les concernant. »

Les deux membres les plus importants de la Société, la Grande-Bretagne et la France, étaient réticents à user de sanctions et encore plus réticents au recours à l’action armée au nom de la Société. Si tôt après la fin de la Première Guerre mondiale, les populations et les gouvernements des deux pays étaient pacifistes. Les conservateurs britanniques étaient particulièrement tièdes vis-à-vis du rôle de la SDN et préféraient, quand ils étaient au gouvernement, négocier des traités sans la participation de l’organisation. Finalement, la Grande-Bretagne et la France abandonnèrent toutes deux le concept de Sécurité collective en faveur de celui d’apaisement face au développement du militarisme montant en Allemagne sous Adolf Hitler.
La représentativité de la Société a toujours été un problème. Bien qu’il eût été prévu d’inclure toutes les nations, beaucoup ne s’y joignirent jamais, ou leur participation fut de courte durée. En janvier 1920, pendant les débuts de la SDN, l’Allemagne ne fut pas immédiatement admise à en faire partie, à cause d’un fort ressentiment envers ce pays après la Première Guerre mondiale. Une faiblesse clé vint de la non-participation des États-Unis ce qui supprimait une bonne partie de son pouvoir potentiel. Bien que le président américain Woodrow Wilson eut été un acteur majeur dans de la création de la Société, le Sénat des États-Unis refusa d'abord, de manière tactique, des amendements, le 19 novembre 1919, puis, sur le fond, le 19 mars 1920, l'adhésion américaine à la SDN.
La Société fut encore plus affaiblie quand certaines des principales puissances la quittèrent dans les années 1930. Le Japon, membre permanent du Conseil, se retira en 1933 après que la SDN eut exprimé son opposition à la conquête de la Mandchourie par le Japon. L’Italie, également membre permanent du Conseil, s’est retirée en 1937. La Société avait accepté l’Allemagne en 1926, la considérant pays "ami de la paix", mais Adolf Hitler l’en fit sortir quand il arriva au pouvoir en 1933.
Une autre des grandes nations, l’Union soviétique, ne fut membre qu’entre 1934, quand elle rejoignit la SDN par antagonisme avec l’Allemagne (démissionnaire l’année précédente), et le 14 décembre 1939, quand elle fut exclue pour son agression envers la Finlande. Lors de l’exclusion de l’Union soviétique, la Société viola ses propres règles. En effet, seuls 7 des 15 membres votèrent pour l’exclusion (Grande-Bretagne, France, Belgique, Bolivie, Égypte, Union sud-africaine et République dominicaine), ce qui ne représentait pas la majorité des votes requise par la Charte. Trois de ces membres avaient été nommés au Conseil la veille du vote (Union sud-africaine, Bolivie et Égypte). Après cet événement, la Société cessa de prendre des actions significatives jusqu'à sa dissolution en 1946.
La neutralité de la Société eut tendance à passer pour de l’indécision. La SDN exigeait un vote unanime des neuf membres (plus tard quinze) du Conseil pour acter une résolution, ce qui rendait lent et difficile la mise en place d'une action efficace. Quelques-unes de ces décisions exigeaient également le consentement unanime de l’Assemblée, c’est-à-dire, de tous les membres de la SDN.
Une autre faiblesse importante fut qu’elle prétendait à représenter toutes les nations, mais que la plupart des membres protégeaient leurs propres intérêts nationaux et ne s’engagèrent pas vraiment pour la SDN et ses buts. La réticence de l’ensemble des membres à employer l’option militaire l’a clairement démontré. Si la Société avait fait preuve de plus de résolution au moment de sa création, les pays, les gouvernements et les dictateurs auraient pu être plus circonspects au moment de risquer sa colère pendant les années qui suivirent. Ces manques furent, en partie, causes du déclenchement de la Seconde Guerre mondiale.
Par ailleurs, la recommandation de la Société de désarmement de la Grande-Bretagne et de la France (et d’autres membres) concomitante à la préconisation d’établir une sécurité collective montrait que paradoxalement la SDN se privait des seuls réels moyens qui auraient pu établir son autorité, à savoir des moyens militaires à même d'imposer le droit international dans l’ensemble du monde. Pour ses membres, les engagements envers la SDN présentaient le risque que les États soient entraînés dans des désaccords internationaux qui n’auraient pas directement concerné leurs intérêts nationaux respectifs.
Le 23 juin 1936, à la suite de l’échec des efforts de la SDN pour empêcher l’Italie de déclencher une guerre de conquête en Abyssinie, le Premier ministre du Royaume-Uni Stanley Baldwin déclara à la Chambre des communes (Royaume-Uni) que la sécurité collective « fut un échec total en raison de l’hésitation de presque toutes les nations européennes de procéder à des sanctions militaires. […] Si l’action collective doit être une réalité et pas uniquement un concept, elle signifie non seulement que chaque pays doit être prêt pour la guerre, mais également doit être prêt à la faire immédiatement ».

## Échecs de la SDN
Avant la Seconde Guerre mondiale, la SDN connaît un certain nombre d'échecs qui illustrent son incapacité à garantir une sécurité collective.

### Cieszyn (1919)
Cieszyn (allemand : Teschen, tchèque : Těšín) est une région située entre la Pologne et l’actuelle République tchèque, importante pour ses mines de charbon. Les troupes tchécoslovaques firent mouvement vers Cieszyn en 1919 pour prendre le contrôle de la région au moment où la Pologne devait faire face à l’attaque des bolcheviques. La SDN intervint, décidant que la Pologne devait conserver le contrôle de la plupart des villes mais que la Tchécoslovaquie pouvait garder une des banlieues qui disposait des mines les plus importantes ainsi que de la seule ligne ferrée reliant les territoires tchèques et la Slovaquie. La ville fut divisée en une partie polonaise et une partie tchèque (Český Těšín). La Pologne refusa cette décision et, bien qu’il n’y eût pas d’autres violences, la controverse diplomatique dura encore 20 ans.

### Vilnius (1920)
Après la Première Guerre mondiale, la Pologne et la Lituanie retrouvèrent toutes deux l’indépendance qu’elles avaient perdue lors de la partition de la Pologne en 1795. Bien que les deux pays aient partagé des siècles d’histoire commune pendant l’Union de Pologne-Lituanie et la république des Deux Nations, le nationalisme lituanien montant empêcha la re-création de l’ancienne fédération. La ville de Vilnius (en vieux lituanien : Vilna, en polonais : Wilno) devint la capitale de la Lituanie, en dépit d’une population principalement d’origine polonaise.
Durant la guerre russo-polonaise de 1920, une armée polonaise prit le commandement de la ville. En dépit de la revendication polonaise sur la ville, cette dernière décida de demander le retrait des troupes. Les Polonais restèrent. La ville et ses alentours furent ensuite déclarés comme faisant partie de la république de Lituanie centrale. À la suite d'élections largement boycottées, le 20 février 1922, le parlement local, dominé par les Polonais, signa l’Acte d'unification d’avec la Pologne. La ville fut rattachée à la Pologne comme capitale de la voïvodie de Vilno.
En théorie, les troupes britanniques et françaises auraient pu être appelées pour faire appliquer la résolution de la SDN. Néanmoins, la France ne voulut pas entrer en conflit avec la Pologne qui était un allié potentiel dans une future guerre contre l’Allemagne et l’Union soviétique, tandis que la Grande-Bretagne ne voulut pas agir seule.
De plus, les Britanniques comme les Français souhaitaient conserver la Pologne comme une « zone tampon » entre l’Europe et la menace possible de la Russie communiste. Finalement, la Société accepta le rattachement de Vilnius à la Pologne le 15 mars 1923. Les Polonais gardèrent ainsi la ville jusqu’à l’invasion soviétique en 1939.
La Lituanie refusa d’accepter l’autorité de la Pologne sur Vilnius, la considérant comme une capitale artificielle. Ce ne fut qu’au moment de l’ultimatum de 1938, quand la Lituanie rompit ses relations diplomatiques avec la Pologne, qu’elle accepta de facto les frontières avec son voisin.

### Invasion de la Ruhr (1923)
Selon le traité de Versailles, l’Allemagne devait payer des réparations de guerre. Elle pouvait le faire en argent ou en marchandises à une valeur fixée. Cependant, en 1922 l’Allemagne fut incapable d’effectuer ce paiement. L’année suivante, la France et la Belgique décidèrent de réagir et envahirent le centre industriel de l’Allemagne, la Ruhr, malgré le fait que cela représentait une violation directe des règles de la Société. La France étant un membre majeur de la SDN, rien ne fut fait. Cela constitua un précédent significatif : la Société n'agira que rarement à l'encontre des puissances majeures, et violera par moments ses propres règles.

### Corfou (1923)
Une question frontalière majeure qui subsistait après la fin de la Première Guerre mondiale concernait la Grèce et l’Albanie. La Conférence des Ambassadeurs, un organe de facto de la Société devait régler la question.
Le Conseil désigna le général italien Enrico Tellini pour superviser la question. Le 27 août 1923, lors d’une inspection du côté grec de la frontière, Tellini et son personnel ont été assassinés. Le dirigeant italien Benito Mussolini en fut exaspéré et exigea des réparations pécuniaires de la Grèce ainsi que l’exécution des meurtriers. Les Grecs ne purent réellement identifier les meurtriers.
Le 31 août, les forces italiennes occupèrent l’île de Corfou, une île grecque, et quinze personnes furent tuées. Initialement, la Société condamna l’invasion, mais recommanda également le paiement par la Grèce d’une compensation pécuniaire qui serait détenue par la SDN jusqu’à l’arrestation des assassins de Tellini.
Mussolini, bien qu’il acceptât d’abord cette décision, décida de la faire changer. En travaillant avec le Conseil des ambassadeurs, il parvint à ses fins. La Grèce fut forcée à des excuses et à payer la compensation directement et immédiatement à l’Italie. Mussolini put ainsi quitter Corfou triomphalement. En pliant sous la pression d’un grand pays, la SDN donna une nouvelle fois un exemple dangereux et préjudiciable. Ce fut l’un de ses échecs majeurs.

### Invasion de la Mandchourie (1931-1933)
L’incident de Mukden fut un autre échec de la SDN et agit comme catalyseur pour le retrait du Japon de l’organisation. Lors de l’incident de Mukden, également connu sous le nom d’« incident mandchou », le Japon impérial prit le contrôle du chemins de fer de Mandchourie du Sud dans la région chinoise de Mandchourie. Il prétendit, le 18 septembre 1931, que les soldats chinois avaient saboté le chemin de fer, qui était une voie commerciale importante entre les deux pays.
En fait, on pense que le sabotage avait été conçu par des officiers japonais de l’armée de Kwantung, sans que le gouvernement japonais en soit informé, afin de déclencher une invasion complète de la Mandchourie. En représailles, l’armée japonaise, et contrairement aux ordres du gouvernement civil du Japon, occupa la région entière et la renomma en Manchukuo. Ce nouveau pays ne fut reconnu internationalement que par le Salvador (mars 1934), le Vatican (avril 1934), l'Espagne, puis l’Italie (novembre 1936) et l’Allemagne (février 1938) ainsi que par des pays alliés ou occupés par les puissances de l'Axe durant la Seconde Guerre mondiale comme la Hongrie, la Slovaquie, la Roumanie, la Bulgarie, la Finlande, le Danemark, la Croatie, le reste du monde continuant à considérer la Mandchourie comme une région chinoise.
En 1932, l’armée de l’air et la marine japonaises bombardèrent la ville chinoise de Shanghai déclenchant une guerre courte, le premier incident de Shanghai. Le gouvernement chinois demanda l’aide de la SDN mais le long voyage par bateau des officiels de la Société qui voulaient enquêter eux-mêmes occasionna des délais. Quand ils arrivèrent, les officiels furent confrontés aux allégations chinoises d’une invasion japonaise illégale tandis que les Japonais prétendaient avoir agi pour maintenir la paix dans la zone. Malgré la haute position du Japon au sein de la Société, le rapport Lytton déclara que le Japon avait tort et demanda que la Mandchourie retourne à la Chine. Cependant, avant le vote du rapport à l’Assemblée, le Japon annonça son intention de poursuivre l’invasion de la Chine. Lorsque le rapport fut approuvé à l’Assemblée selon l’article 42-1 en 1933 (seul le Japon vota contre), le Japon se retira de la Société.
Selon sa propre Convention, la SDN aurait dû décider de sanctions économiques contre le Japon, ou rassembler une armée et lui déclarer la guerre. Néanmoins, rien ne se passa. En effet, d'une part, les sanctions économiques avaient été rendues de fait inopérantes par le refus des États-Unis d’Amérique de faire partie de la SDN : pour un État frappé de sanctions économiques, le commerce avec les États-Unis d’Amérique permettait aisément de contourner la sanction. D'autre part, aucune armée ne fut jamais mise sur pied, du fait des intérêts propres de beaucoup d'États membres. Ainsi, cela occasionna le refus de la Grande-Bretagne et de la France de monter une armée commune au profit de la Société, occupés qu’ils étaient déjà à leurs propres affaires (comme de garder leur contrôle sur leurs vastes empires coloniaux), particulièrement après la tourmente de la Première Guerre mondiale.
Le Japon conserva le contrôle de la Mandchourie jusqu’à ce que l’Armée rouge soviétique déclenche l'invasion de la région en 1945 et la restitue à la Chine à la fin de la Seconde Guerre mondiale.

### Guerre du Chaco (1932)
La SDN ne put empêcher la guerre du Chaco, en 1932, entre la Bolivie et le Paraguay dans la région aride du Chaco boréal (Amérique du Sud).
Bien que la région ait été peu peuplée, elle donnait le contrôle du río Paraguay qui aurait donné un accès à l’océan Atlantique à l’un de ces deux pays enclavés au milieu des terres. S’y ajoutèrent également les spéculations, fausses comme il fut démontré plus tard, que le Chaco pourrait être riche en pétrole. Les escarmouches à la frontière tout au long des années 1920 ont abouti à une guerre totale en 1932 quand l’armée bolivienne, suivant les ordres du président Daniel Salamanque Urey, attaqua une garnison paraguayenne à Vanguardia. Le Paraguay fit appel à la SDN, mais celle-ci renonça à agir quand la Conférence pan-américaine offrit de négocier à sa place.
Cette guerre fut un désastre pour les deux camps, causant 100 000 victimes et conduisant les deux pays au bord du désastre économique. Avant qu’un cessez-le-feu ne fut négocié le 12 juin 1935, le Paraguay s'était emparé du contrôle de la majeure partie de la région. La nouvelle situation fut avalisée lors d’une trêve en 1938 durant laquelle les trois quarts du Chaco boréal lui furent attribués.

### Invasion italienne en Abyssinie (1935-1936)
C'est peut-être le plus célèbre échec de la Société. En octobre 1935, Benito Mussolini envoie le général Pietro Badoglio avec 400 000 hommes de troupe envahir l’Abyssinie, l'Éthiopie actuelle. L'armée italienne, moderne, défait aisément une armée abyssinienne mal équipée et prend Addis-Abeba en mai 1936, forçant l’empereur Haïlé Sélassié à la fuite. Lors du conflit, l'armée italienne fait usage d'armes chimiques (gaz moutarde) et de lance-flammes. La Société condamne l’agression italienne et impose des sanctions économiques en novembre 1935, mais elles sont en grande partie inefficaces.
Selon le Premier ministre britannique Stanley Baldwin, la cause en est l'insuffisance voire l'absence de forces militaires mises au service de la SDN, qui auraient été capables de résister à une attaque italienne. De plus, le 9 octobre 1935, les États-Unis, pays non-membre, refusent de coopérer à toute action de la Société. Ils mettent l’embargo sur les exportations d’armes et de matériel de guerre aux belligérants conformément à leur nouvelle loi de neutralité le 5 octobre. Le 29 février 1936, ils tentent de limiter les exportations de pétrole et d’autres matériaux au niveau normal du temps de paix. Les sanctions de la SDN, décrétées le 4 juillet 1936, restent donc lettre morte.
En décembre 1935, une tentative de mettre fin au conflit en Abyssinie, due au secrétaire d'État aux Affaires étrangères britannique Hoare et au Premier ministre français Laval, et donc connue sous le nom de pacte Hoare-Laval, est lancée. Il s'agit de diviser l’Abyssinie en deux parties : un secteur italien et un secteur abyssinien. Mussolini aurait été prêt à accepter le pacte, malgré des informations parcellaires. Les opinions publiques britanniques et françaises réagissent de façon véhémente et accusent la SDN de vouloir brader l’intégrité de l'Abyssinie. Hoare et Laval sont forcés de revenir sur leur proposition. Leurs gouvernements respectifs s’en dissocient.
Comme dans le cas de la Chine et du Japon, les grandes nations réagissent mollement, considérant que le destin d'un pays pauvre et éloigné, habité par des non-Européens, n’est pas d’un intérêt majeur pour elles. Le 11 décembre 1937, l'Italie quitte la Société des Nations.

### Réarmement de l’Allemagne (1936), puis des futures puissances de l'Axe
La SDN est impuissante et le plus souvent silencieuse face aux événements majeurs qui conduisent à la Seconde Guerre mondiale, comme la remilitarisation de la Rhénanie, l’occupation des Sudètes et l’Anschluss par l'Allemagne, ce qui était interdit par le traité de Versailles.
Comme le Japon, le Troisième Reich en 1933 — prenant pour prétexte l’échec de la Conférence mondiale pour le désarmement à établir la parité des armements avec la France — et l’Italie en 1937 préfèrent quitter la Société plutôt que de se soumettre à ses jugements. Le commissaire de la Société à Danzig est incapable de gérer les revendications allemandes sur la ville, un facteur qui contribue au déclenchement de la Seconde Guerre mondiale. Le dernier acte significatif de la SDN est d’en exclure l’Union soviétique en décembre 1939 après son invasion de la Finlande.

### Guerre civile espagnole (1936-1939)
Le 17 juillet 1936, un conflit armé s’engagea entre les Républicains (soutenant le gouvernement légitime) et les Nationalistes (soutenant le soulèvement de l'armée espagnole au Maroc). Alvarez del Vayo, le ministre espagnol des Affaires étrangères, appela, en septembre 1936, la Société à défendre l’intégrité du pays et son indépendance politique par la force armée. La SDN ne put néanmoins agir par elle-même dans cette guerre civile, ni même empêcher les interventions extérieures dans le conflit. Adolf Hitler et Benito Mussolini continuèrent à octroyer leur aide aux insurgés du général Franco (qui regroupe des éléments allant de la droite conservatrice à l'extrême-droite fasciste) tandis que l’Union soviétique soutenait le gouvernement républicain. La Société tenta d’interdire l’intervention des Brigades internationales mobilisées par l'Internationale communiste.

### Seconde Guerre sino-japonaise (1937-1945)
À la suite de l'invasion de la Mandchourie et du départ du Japon de la SDN, de nombreux incidents de frontières se déclarèrent surtout autour de la zone démilitarisée créée depuis le traité de paix de 1933 par le Japon et la république de Chine qui s'étendait de Tianjin à Pékin. C'est l'incident du pont Marco Polo qui va être la cause immédiate à l'invasion japonaise du reste de la Chine le 7 juillet 1937 et de la Seconde Guerre sino-japonaise. Le 12 septembre, le représentant de la Chine, Wellington Koo, lance un appel à l'aide à la Société pour organiser une intervention internationale. Les pays occidentaux étaient favorables à la Chine dans sa lutte, notamment pour défendre leurs intérêts issus des concessions internationales et française de Shanghai. Si la SDN condamna le Japon le 28 septembre 1937, elle n'a pu s'entendre pour prononcer des sanctions concrètes.

## Testament et héritage
Avec le début de la Seconde Guerre mondiale, il était clair que la Société avait échoué dans son objectif d’éviter toute nouvelle guerre mondiale. Pendant la guerre, ni l’Assemblée, ni le Conseil de la SDN ne furent capables de se réunir (ou ne le désirèrent pas) et le secrétariat à Genève fut réduit à un personnel squelettique, beaucoup de bureaux étant transférés en Amérique du Nord.
À la suite de cet échec, il fut décidé à la conférence de Yalta de créer une nouvelle organisation devant suppléer le rôle de la Société des Nations. Ce fut l’Organisation des Nations unies. Beaucoup des organes de la Société, par exemple l’Organisation internationale du travail, continuèrent à fonctionner pour finalement être rattachées à l’ONU. Lors d’une réunion de l’Assemblée tenue à Genève du 8 au 18 avril 1946, la SDN s’est dissoute juridiquement et ses services, mandats, et propriétés furent transférés à l’ONU. La structure de l’ONU devait la rendre plus efficace que la SDN.
Les cinq principaux vainqueurs de la Seconde Guerre mondiale (le Royaume-Uni, l’Union soviétique, la France, les États-Unis et la Chine) devinrent les membres permanents du Conseil de sécurité de l'ONU (un reflet du Conseil de la SDN), donnant aux nouvelles « Grandes puissances » une influence internationale significative. Les décisions du Conseil de sécurité de l’ONU lient tous les membres de l’Organisation. Néanmoins, l’unanimité des décisions n’est pas requise, contrairement au Conseil de la SDN. De plus, les membres permanents du Conseil de sécurité de l’ONU y disposent d’un bouclier (le « droit de veto ») leur permettant de protéger leurs intérêts vitaux, et qui a empêché l’ONU d’agir efficacement dans bien des cas.
En outre, l’ONU n’a pas de forces armées en propre. Mais l’ONU a été mieux entendue dans ses demandes aux États membres à participer à des interventions armées, telles que la guerre de Corée et le maintien de la paix dans l’ex-république de Yougoslavie. Néanmoins, dans certains cas, l’ONU a été forcée de compter sur les sanctions économiques. L’ONU a également beaucoup mieux réussi que la SDN à attirer les nations du monde, la rendant plus représentative (pratiquement tous les pays du monde y étant inscrits).

## Survol historiographique

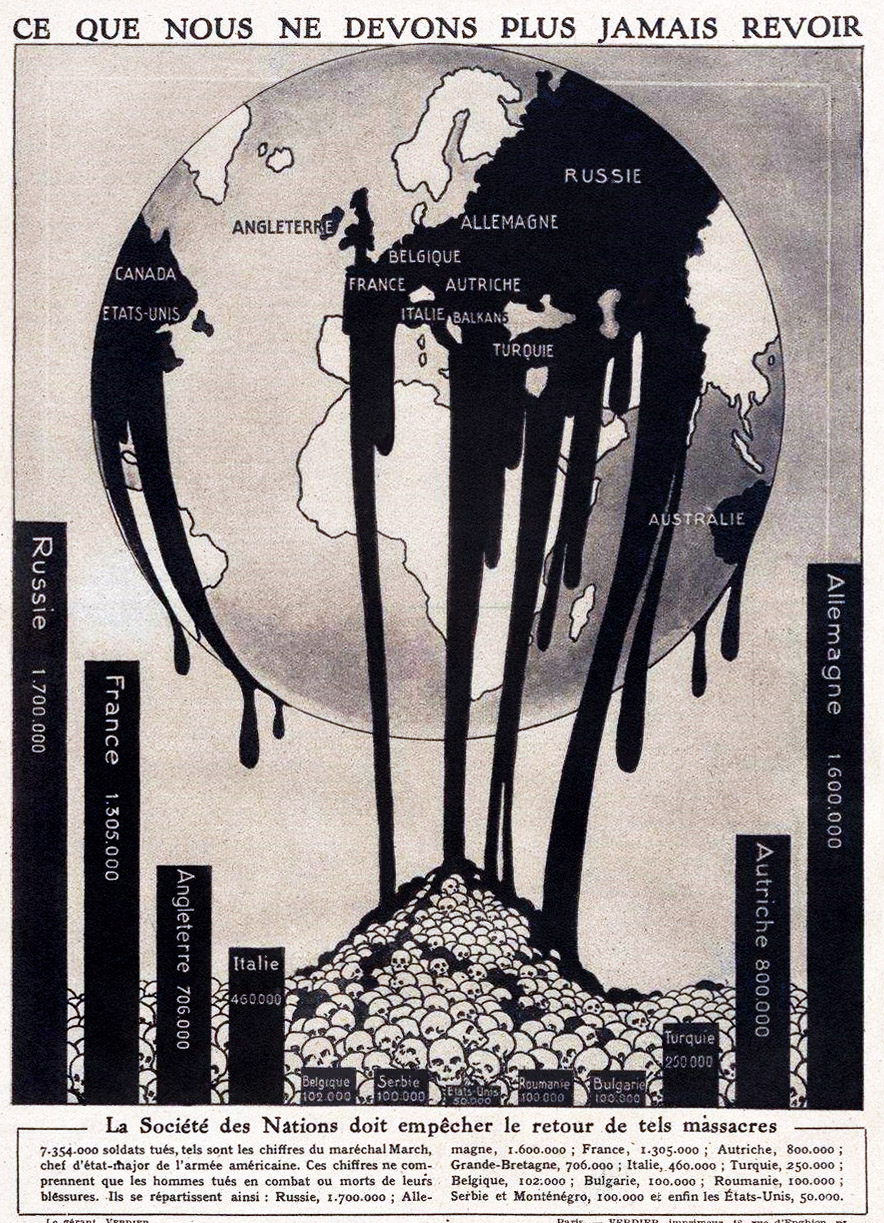
Les espoirs en la S.D.N. en mars 1919, vus par l'hebdomadaire Le Miroir : le bannissement de la guerre et la recherche de la paix universelle.

### Grande Guerre
La Société des Nations est étroitement liée au contexte de sa création. La Grande Guerre a donc imprégné la création de l’organisation internationale. Son histoire est celle de l'après-guerre et des conséquences du Traité de Versailles, dont les clauses servaient davantage la vengeance des vainqueurs et l'affaiblissement des vaincus, qu'à créer les conditions de la réconciliation et d'une paix durable. Les auteurs s’accordent sur le fait que la Grande Guerre a constitué une rupture par rapport aux conflits et aux guerres qui l’ont précédée. Elle était « perçue comme une aberration » à cause de sa brutalité. C’est, justement, cette rupture qui aurait amené la création d’un ordre mondial.
Dans l’extrait « La bataille, le combat, la violence, une histoire nécessaire » de leur ouvrage 14-18, retrouver la guerre, Stéphane Audoin-Rouzeau et Annette Becker soutiennent que la Grande Guerre a constitué une véritable rupture par la violence qui y a été déployée. Avec la Première Guerre mondiale serait apparu un niveau de violence jamais égalé. Cette violence générale se serait exercée contre les combattants, mais elle touchait également les prisonniers et les civils. Une violence d'autant plus intolérable qu'elle succédait à plus de quarante ans de paix et de progrès scientifiques et techniques. Ce premier conflit mondial constituait donc une rupture importante. Cette brutalisation se voit dans le bilan des morts, des blessés et des soldats atteints de troubles psychologiques. La guerre aurait fait de neuf à dix millions de morts, presque tous des soldats. Ces nombres, transformés en pertes journalières, montrent l’ampleur du bilan et ils permettent de comparer la mortalité au combat pendant les différents conflits qui ont secoué les XIXe et XXe siècles. La mortalité au combat aurait été plus importante lors de la Première Guerre mondiale que lors de la Seconde. Rapportées à la durée du conflit, les pertes auraient également été plus grandes que lors des guerres révolutionnaires et impériales. Selon Audoin-Rouzeau et Becker, la mortalité lors de la Grande Guerre ne découlait pas seulement des développements dans le domaine de l’armement. Il faut y ajouter la brutalité du comportement combattant, brutalité étant alimentée par la haine éprouvée envers l’adversaire. La brutalisation constatée lors du conflit pourrait s’expliquer par l’adhésion des combattants à la Grande Guerre et à ses objectifs. Ils auraient consenti à la violence et ils en auraient été les vecteurs. Le consentement se serait fait de manière générale parmi les soldats. Cette brutalisation se serait également exprimée dans le non-respect des mesures de limitation de la violence mises en place sur la scène internationale au XIXe siècle. D’un autre côté, en un siècle, la façon de mourir avait changé. Avant, de nombreux soldats perdaient la vie pour cause de maladie. Lors de la Grande Guerre, la « mort violente », comme le soulignent Audoin-Rouzeau et Becker, survenait en grande partie sur le champ de bataille. Néanmoins, la façon de mourir n’est pas la seule à avoir changé. Ce fut également le cas des blessures infligées. Jamais les soldats n’avaient été blessés si grièvement.
Stéphane Audoin-Rouzeau et Annette Becker décrivent bien la rupture qu’a constituée la Grande Guerre dans le passage qui suit : « [U]ne des spécificités mêmes de ce conflit de quatre années et demie tient au fait que les modalités de l’affrontement y ont atteint des niveaux de violence sans aucun précédent. Violence entre combattants, violence contre les prisonniers, violence contre les civils enfin. Tenter d’approcher ces violences, diversifiées, multiformes, mais reliées à des systèmes de représentations homogènes et cohérents, constitue un préalable indispensable à toute compréhension de fond du conflit de 1914-1918, comme à toute interprétation de sa longue trace dans le monde occidental, et en particulier européen, depuis 1918 jusqu’à nos jours ».
D’autres auteurs conviennent que la Grande Guerre a constitué une véritable rupture par rapport aux conflits et aux guerres qui l’ont précédée. C’est le cas de Pierre Vallaud, qui est un historien spécialisé dans l’histoire des relations internationales. Dans son ouvrage 14-18 : la Première Guerre mondiale, volume II, Vallaud décrit le tournant amorcé par la Grande Guerre. Il y expose l’ampleur des pertes humaines, matérielles et économiques. Pierre Vallaud mentionne ceci en ce qui concerne les pertes humaines : « Avec plus de 9 millions de morts et 6 millions d’invalides, la Première Guerre mondiale donne à l’Europe un des plus tristes records de son histoire militaire ». Les pertes constituent elles-mêmes une rupture importante.
Dans son article « Guerre et droit. L’inconciliable ? », Emmanuel Naquet expose, à son tour, le tournant qu’a constitué la Grande Guerre. Néanmoins, en ce qui le concerne, la rupture ne se limite pas aux pertes humaines. À son avis, « la Grande Guerre constitue […] un tournant pour le renouvellement de son discours et de ses pratiques sur la guerre et la Paix, le Droit et l’État, l’Individu et la Nation ».
La rupture qu’a constituée la Grande Guerre est directement responsable de la création de la Société des Nations. En effet, à ce sujet, Jean-Michel Guieu cite Léon Bourgeois dans son article L’« insécurité collective ». L’Europe et la Société des Nations dans l’entre-deux-guerres : « [D]e l’horreur de quatre années de guerre avait surgi, comme une suprême protestation, une idée nouvelle qui s’imposait d’elle-même aux consciences : celle de l’association nécessaire des États civilisés pour la défense du droit et le maintien de la paix ». Jean-Michel Guieu souligne lui-même le lien existant entre la Grande Guerre et la Société des Nations dans son ouvrage Le rameau et le glaive, les militants français pour la Société des Nations. Selon lui, l’idée de la création d’une organisation internationale s’est imposée au lendemain de la guerre. « La guerre finie, la Conférence de la paix allait faire entrer la Société des Nations dans le domaine des réalités : face à l’ampleur de la catastrophe, l’idée d’une organisation internationale chargée de maintenir la paix, regardée avec scepticisme voire mépris avant guerre, s’imposait désormais ».
Au sujet de l’idée d’une organisation internationale qui s’imposait après la guerre, les écrits de Jean-Michel Guieu rejoignent ceux de Pierre Gerbet. Comme Guieu, Gerbet mentionne que l’idée d’une organisation internationale s’est concrétisée avec l’ampleur que prenait la Grande Guerre. Dans son ouvrage Le rêve d’un ordre mondial, de la SDN à l’ONU, Pierre Gerbet affirme ce qui suit : « La guerre de 1914-1918 démontrait par son universalité même la solidarité qui unissait désormais tous les pays du monde. En même temps qu’elle exaspérait chez le plus grand nombre les passions nationalistes, elle poussait naturellement les esprits réfléchis à rechercher les moyens de prévenir le retour d’un tel fléau. L’organisation de la paix n’avait préoccupé, dans le courant du XXe siècle, qu’un petit nombre de personnes volontiers considérées avec dédain comme des utopistes. En face du cataclysme qui bouleversait l’humanité, elle s’imposait comme une impérieuse nécessité. De toutes parts surgissaient des plans de constitution mondiale, dépassant en ampleur tout ce qu’avaient imaginé les pacifistes les plus audacieux »…
Plus tard, Gerbet mentionne que l’organisation de la paix, au lendemain de la guerre, a mené à la création de la Société des Nations. Tous voulaient éviter, à tout prix, une autre guerre. La guerre de 1914-1918 devait être la dernière que le monde ait connue.

### Courbe historiographique

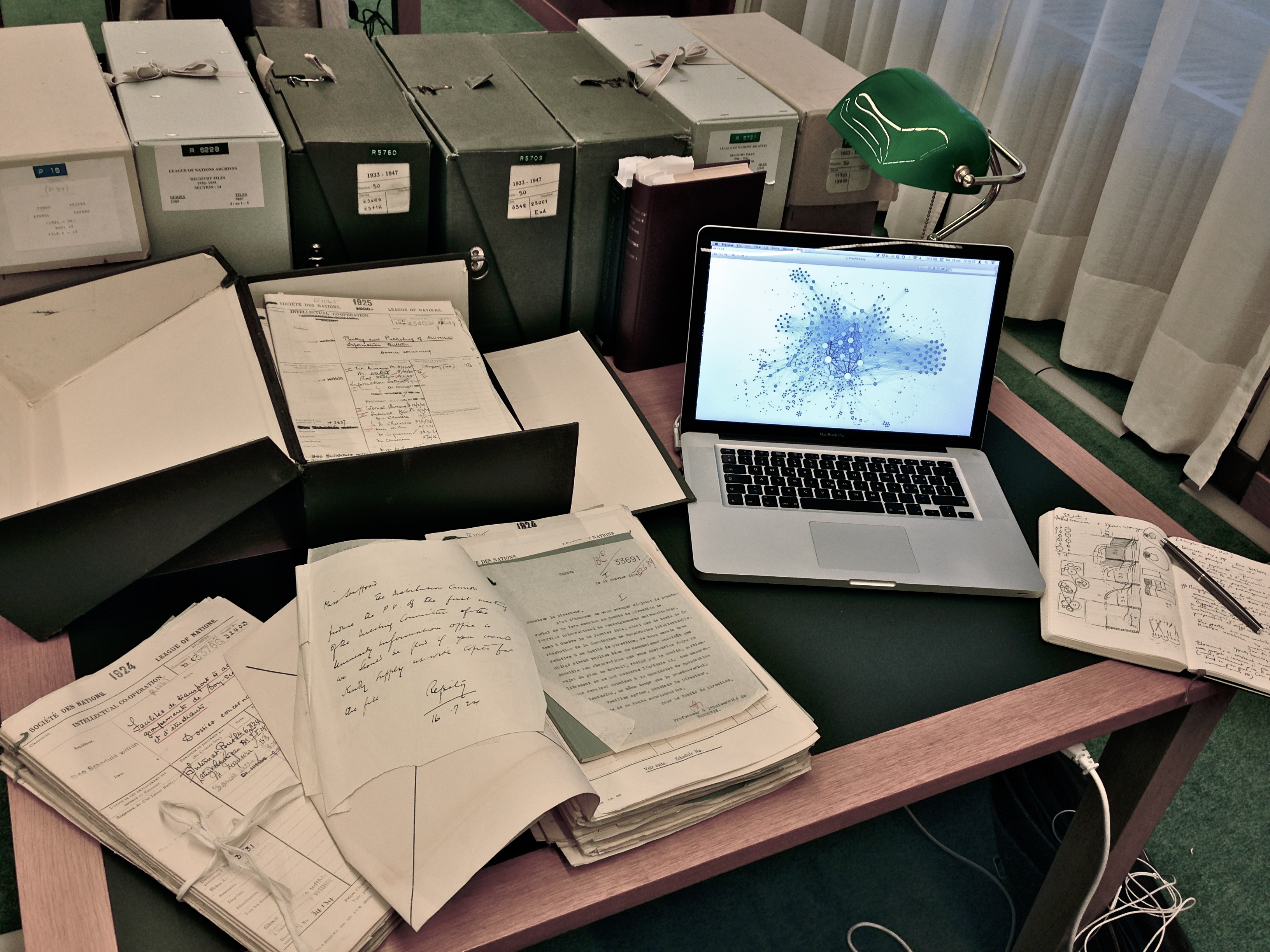
Les archives de la Société des Nations, à Genève.

Dans son ouvrage Le citoyen et l’ordre mondial (1914-1919), le rêve d’une paix durable au lendemain de la Grande Guerre, en France, en Grande-Bretagne et aux États-Unis, Carl Bouchard consacre une partie à l’historiographie de la création de la Société des Nations. Il y mentionne que l’historiographie de la création de la Société des Nations a subi une évolution. Cette évolution comprendrait deux phases distinctes : les faits diplomatiques et les forces profondes. Dans un premier temps, les historiens se seraient longtemps concentrés sur les faits diplomatiques entourant l’organisation internationale. Dans un deuxième temps, ils auraient abordé les forces profondes, forces influençant le contexte de la création. Ces informations sont présentées par Carl Bouchard dans son ouvrage : « L’histoire de la SDN a suivi la courbe de l’historiographie des relations internationales : après une longue phase initiale consacrée à relater et analyser les faits diplomatiques – avec, en particulier, une attention portée aux succès et surtout, aux échecs de l’organisation internationale – les historiens ont commencé peu à peu à s’intéresser aux facteurs moins tangibles – aux forces profondes chères à Pierre Renouvin – qui ont contribué à son établissement ».

### Visions présentées par les études
Toujours selon Carl Bouchard, l’historiographie est plus abondante en ce qui concerne les visions américaine et britannique de la Société des Nations qu’en ce qui a trait à la vision française. La raison expliquant cette prédominance des visions américaine et britannique se trouve dans le fait que l’organisation est d’abord une conception anglo-américaine. C’est ce que Carl Bouchard mentionne dans son ouvrage Le citoyen et l’ordre mondial (1914-1919), Le rêve d’une paix durable au lendemain de la Grande Guerre, en France, en Grande-Bretagne et aux États-Unis : « Comme pour l’histoire de la paix et du pacifisme, il existe un plus grand nombre d’études sur la formation de la SDN du point de vue britannique et américain que du côté français ; une disproportion qui s’explique en bonne partie par le fait que l’organisation internationale est principalement une création anglo-américaine ».

### Idée ancienne et tournant dans les relations internationales
Les auteurs s’accordent sur le fait que l’idée d’une société des nations est bien antérieure à la création de l’organisation internationale. L’idée d’un ordre mondial et d’une paix perpétuelle sont anciennes. Carl Bouchard est de cet avis. Dans son ouvrage, il aborde les origines historiques de l’idée d’un ordre international. Pour ce faire, il remonte aussi loin qu’à la période antique. Son ouvrage, Le citoyen et l’ordre mondial (1914-1919), Le rêve d’une paix durable au lendemain de la Grande Guerre, en France, en Grande-Bretagne et aux États-Unis, contient un chapitre intitulé Les projets de paix antérieurs à 1914 et la rupture consécutive au déclenchement de la Première Guerre mondiale. « Ce chapitre à caractère introductif traite des fondements historiques de l’ordre international. Évoquant la multiplicité des ordres – antique, chrétien, médiéval –, l’accent y est placé sur ce que l’on peut appeler les projets classiques de paix perpétuelle, tels le Grand Dessein d’Henri IV et de Sully, celui de l’abbé de Saint-Pierre et celui d’Emmanuel Kant, auxquels les auteurs du corpus se réfèrent régulièrement et qui constituent les sources principales de l’élaboration théorique du système international ».
Joseph de Maistre se pose la question de la société des nations dans le 7e entretien des soirées de Saint-Pétersbourg[Quand ?], dont le thème est la guerre. « Je demande pourquoi les Nations n'ont pu s'élever a l'état social comme les particuliers ? comment Dieu n'a -t-il pas permis que l'homme n'ai pas seulement essayé de s'élever jusqu'à la société des nations ? ».
Christian Birebent adhère également à la thèse selon laquelle l’idée d’une Société des Nations est antérieure à la création de l’organisation internationale. Dans son ouvrage Militants de la paix et de la SDN : Les mouvements de soutien à la Société des Nations en France et au Royaume-Uni, 1918-1925, il aborde l’origine de la Société des Nations. Malgré l’élément déclencheur qu’a constitué la Grande Guerre, l’organisation constitue le résultat de plusieurs travaux antérieurs à 1914 abordant l’idée d’un ordre mondial. Selon Birebent : « L’histoire des organisations en faveur de la SDN est antérieure à la naissance de cette dernière et commence bien avant la tentative wilsonienne. On peut même dire en forçant quelque peu le trait qu’il ne s’agit pas alors d’une idée neuve en Europe et dans le monde. Certes les horreurs de la guerre, la nécessité de reconstruire un ordre stable et l’activisme du président américain ont contribué à sa popularité et à sa mise en œuvre. Mais c’est aussi l’aboutissement de réflexions et de travaux antérieurs. En 1917 on ne part pas de rien ».
Jean-Michel Guieu fait également partie de ces auteurs qui situent les origines de la Société des Nations à une période antérieure à celle de la Grande Guerre. En ce qui le concerne, il remonte à l’époque moderne et il aborde les projets de paix qui y ont vu le jour. Il poursuit son analyse des origines de la Société des Nations en traitant de la volonté de réforme du système international particulière au XIXe siècle. En effet, la volonté concernait la réforme du principe de l’équilibre des puissances. Selon Jean-Michel Guieu : « Sans remonter aux temps les plus anciens, l’idée d’un ordre juridique international destiné à mettre fin aux guerres incessantes entre les États européens émerge à l’époque moderne avec un certain nombre de projets de paix perpétuelle, puis se développe tout au long du XIXe siècle avec toute une série de réflexions sur la nécessité de réformer le système international et de trouver l’antidote au système de l’équilibre des puissances insuffisant à garantir la paix universelle ».
Toutefois, malgré le fait que l’idée d’une société des nations ait été antérieure à 1914, il n’en demeure pas moins que la création de la Société des Nations représente un tournant dans les relations internationales ainsi que dans le droit international. C’est ce que Robert Kolb souligne dans son article Mondialisation et droit international. En ce qui concerne le droit international, il y affirme « que la Société des Nations propose l’idée toute nouvelle d’une organisation politique des États, avec des principes d’ordre, de paix et de rule of law ». Il ajoute que l’organisation internationale a donné naissance à la « coopération internationale institutionnalisée ». Au sujet du développement des relations internationales et du droit international, un autre auteur attribue à la Société des Nations une grande importance. Il s’agit de F. P. Walters. Dans son ouvrage A History of the League of Nations, Walters affirme : « [The League of Nations] was the first effective move towards the organization of a world-wide political and social order, in which the common interests of humanity could be seen and served across the barriers of national tradition, racial difference, or geographical separation ».

### Rôle de Léon Bourgeois et de Thomas Woodrow Wilson

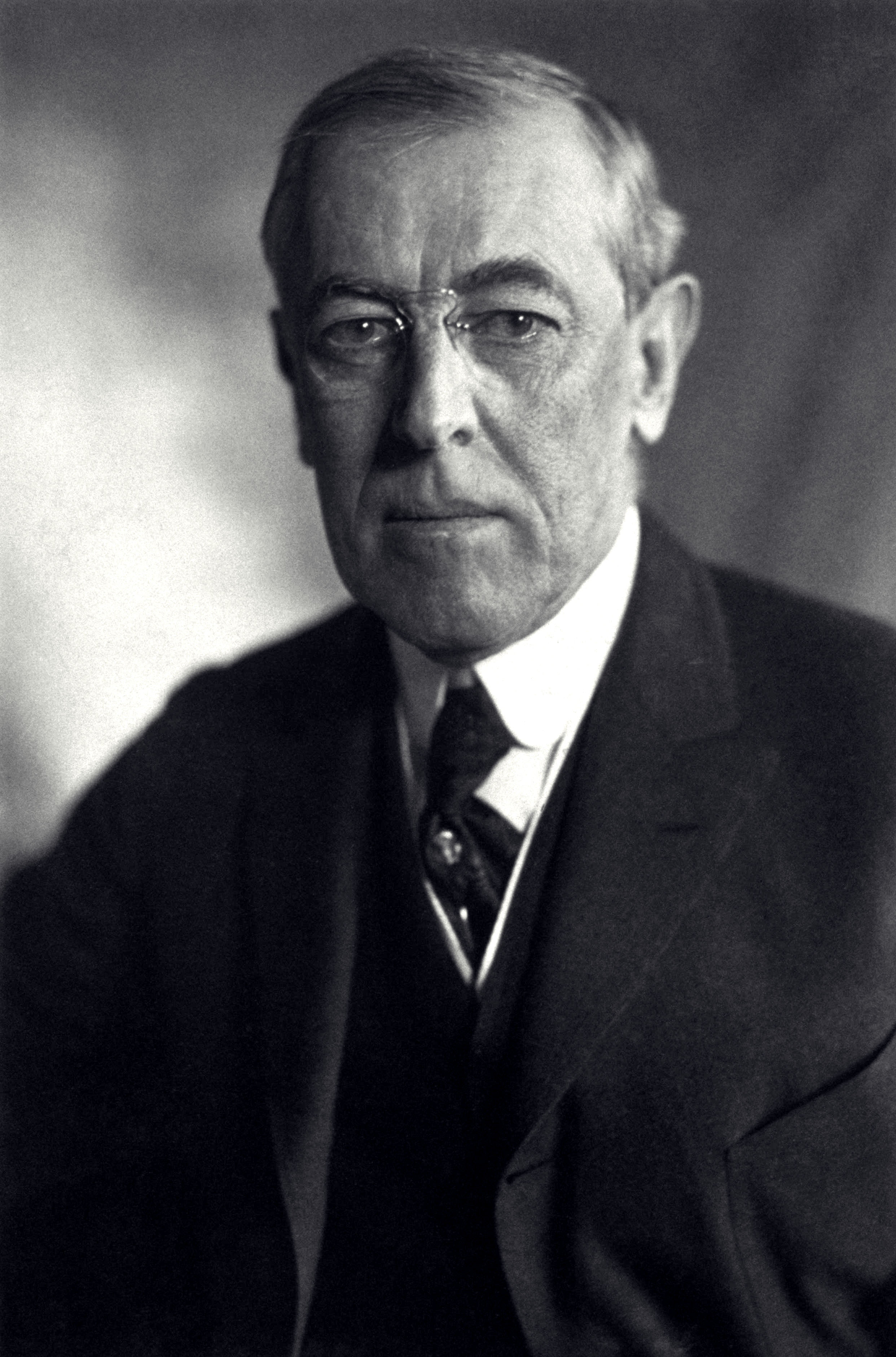
Thomas Woodrow Wilson, président des États-Unis d'Amérique

L’implication du président Wilson dans le mouvement pour la création de la Société des Nations est abordée dans toutes les sources présentées dans la liste des références. Cependant, ce n’est pas le cas de Léon Bourgeois. Les différents auteurs ne s’entendent pas sur le rôle respectif de chacun dans l’élaboration de l’idée de la Société et dans la création de l’organisation. Certains en attribuent tout le mérite à Léon Bourgeois. Pour d’autres, c’est Wilson qui est le personnage le plus important dans le projet. Certains auteurs ne se situent pas dans ces deux conceptions du rôle respectif de chacun. Ils définissent plutôt leurs différentes contributions.
Dans son discours prononcé à l’occasion du congrès de la Ligue française des droits de l’Homme, qui eut lieu à Paris le 1er novembre 1917, Georges Lorand, député belge et président de la Ligue belge des Droits de l’Homme, mentionne que l’idée de la Société des Nations aurait été élaborée par deux principaux utopistes : Léon Bourgeois et Thomas Woodrow Wilson.
Certains auteurs estiment que l’idée de la Société des Nations aurait été élaborée par certains des conseillers du président américain. Ce dernier, ancien professeur de sciences politiques à Princeton, et pour qui la diplomatie secrète était la cause principale de la Première Guerre mondiale, aurait formulé l’idée dans ses Quatorze points pour ensuite la soumettre à ses alliés. « Un projet de Société des Nations fut mis en œuvre par les conseillers du Président à partir d’idées doctrinales apparues aux États-Unis dès 1915 dans le cadre de la League to enforce peace. Les projets nord-américains rencontrèrent un accueil très favorable en Grande-Bretagne, car ils correspondaient à une conception anglo-saxonne de l’organisation de la paix. La conception française était différente, reposant essentiellement sur l’existence de procédures et d’organes. Les projets américains l’emportèrent sans difficulté devant la commission pour l’élaboration d’un projet de pacte […] ».

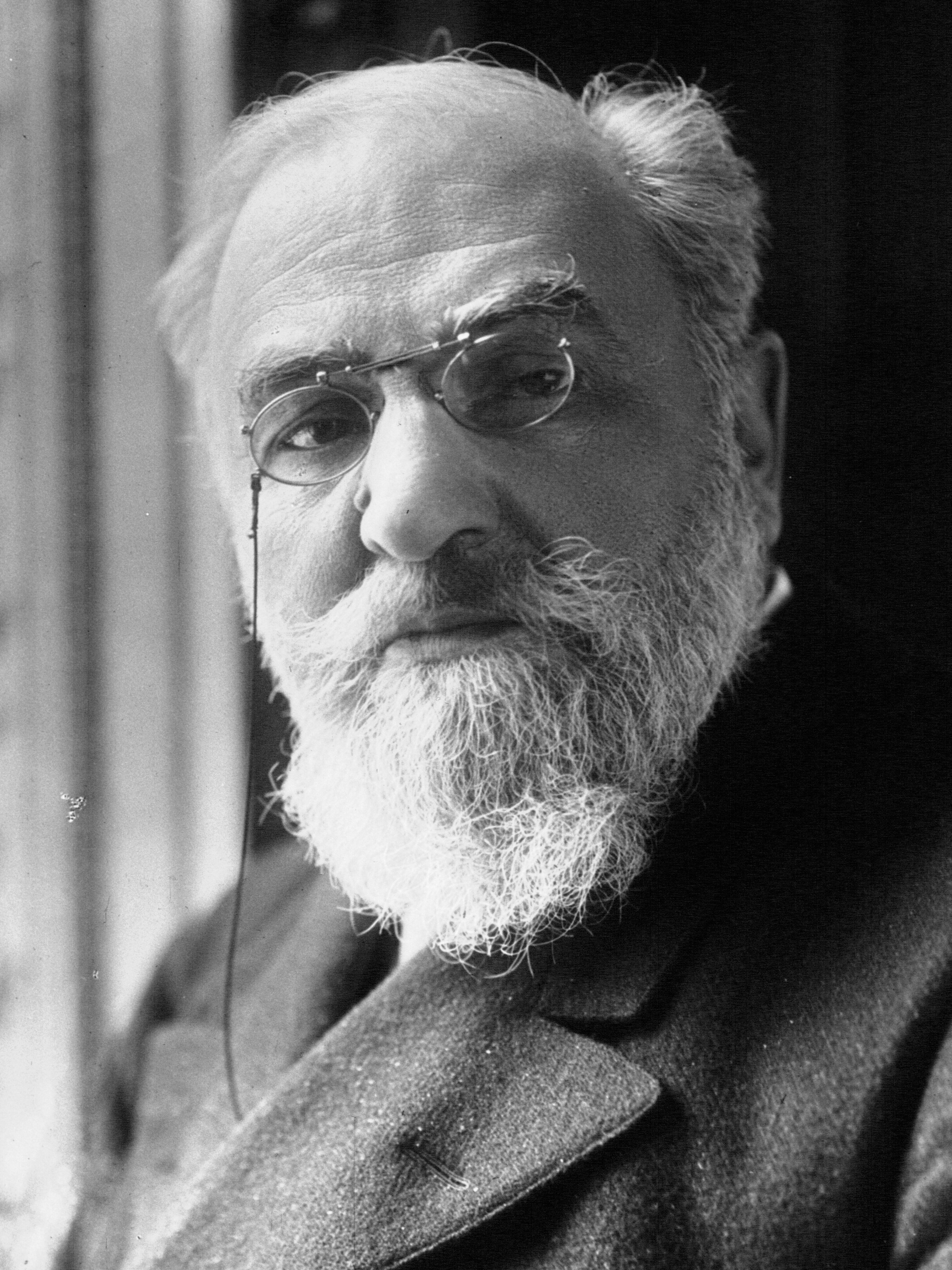
Léon Bourgeois (1917)

Toutefois, selon l'historien Alexandre Niess, Léon Bourgeois, qui a été oublié pendant longtemps, serait lui aussi un « père » de la Société des Nations, en sa qualité de théoricien de la paix internationale par l'intermédiaire d'une telle organisation. « Bourgeois « tient […] une place centrale dans la construction de la conception française de la Société des Nations et dans le projet présenté par les États-Unis à leurs Alliés. […] [L’]œuvre majeure [de Léon Bourgeois] est la création de la Société des Nations, bien que la postérité ne lui reconnaisse que peu la paternité du projet, laissant à Thomas Woodrow Wilson la place de choix. ». De ce fait, Niess ne nie pas l'importance de l'intervention de Wilson et de la diplomatie américaine dans le processus de création de la Société des Nations, mais il pense que ces derniers ont adhéré à l'idée théorisée par Bourgeois tout en la dévoyant au service de leurs intérêts particuliers.
D'autres auteurs soutiennent que les deux hommes ont joué un rôle important, mais différent, dans la création de la Société des Nations. Bourgeois serait celui qui aurait élaboré l’idée, Wilson y aurait adhéré, donnant un grand retentissement au projet. L'« adhésion officielle du président américain Woodrow Wilson à l’idée de Société des Nations incita tous les partisans français d’une telle institution à redoubler d’ardeur pour en préciser les détails et la faire adopter par l’opinion. Une véritable mystique wilsonienne s’empara ainsi de certains groupes de la population et les premières organisations spécifiquement dédiées au combat en faveur de la Société des Nations virent le jour fin 1916-début 1917 ».

### Critiques
Certains auteurs soulignent, dans leur ouvrage ou dans leur article, que la Société des Nations a constitué un véritable échec.
Avant la création de la Société des Nations, l’idée d’une organisation internationale pour assurer la paix définitive était porteuse d’espoir. L’espoir était le même dans les premières années d’existence de la société. Cependant, lors de la Seconde Guerre mondiale, l’opinion fut de plus en plus critique à l’égard de la Société des Nations. Celle-ci avait échoué dans son mandat. De plus, en général, plus l’historiographie est récente, moins elle est critique à l’égard de l’organisation internationale. Le même phénomène peut être constaté en ce qui concerne les traités de paix, notamment le traité de Versailles. Ce dernier était-il responsable de la Seconde Guerre mondiale? Dans son ouvrage Pourquoi la 2e Guerre mondiale ?, Pierre Grosser trace le parcours historiographique de la question. Grosser conclut que, comme mentionné précédemment, l’historiographie récente est moins critique : « [L]e traité de Versailles est vu depuis les années 1970 de manière moins négative. Les contraintes nationales et internationales étaient considérables, et limitaient les marges de manœuvre. Le continent semblait sombrer dans l’anarchie, et il fallait rédiger les traités assez rapidement pour l’éviter. La rédaction témoignait des compromis difficiles entre les dirigeants en définitive pragmatiques et modérés, mais elle permettait aussi des ajustements ».
Dans son discours prononcé à l’occasion du congrès de la Ligue française des droits de l’homme, qui eut lieu à Paris le 1er novembre 1917, Georges Lorand mentionne que la Société des Nations est la seule solution possible pour contrer l’anarchie internationale et le brigandage. Il affirme que la Société des Nations était la « seule solution juridique qui pouvait sortir de la guerre ».
À l’opposé, dans son article « L’insécurité collective. L’Europe et la Société des Nations dans l’entre-deux-guerres », Jean-Michel Guieu cite le Comte de Saint-Aulaire au sujet de la Société des Nations. La citation date de 1936. Elle constitue une critique de l’organisation. À l’époque, l’organisation internationale avait subi des échecs. Elle avait, à plusieurs reprises, failli à son mandat. Nous pouvons notamment penser à l'« affaire de Mandchourie », à l'« échec de la conférence du désarmement », aux problèmes avec l’Allemagne, à la « violation des clauses militaires du traité de Versailles », à l'« affaire éthiopienne », etc. Voici la citation du comte de Saint-Aulaire : « […] ce ne sont là que peccadilles vénielles à côté du péché mortel dont vit surtout [la Société des Nations], péché mortel seulement pour les peuples qui croient en elle : l’organisation de l’insécurité collective que, par application de son seul principe immuable, le travestissement de toutes choses en leur contraire, elle appelle la sécurité collective. Là est l’origine des catastrophes actuelles et, si on n’y pourvoit pas à temps, des catastrophes prochaines ».
Pour terminer le survol historiographique, l’ouvrage de Jean-Michel Guieu, Le rameau et le glaive, les militants français pour la Société des Nations, témoigne bien de l’évolution de l’historiographie. Il offre une position moins critique à l’égard de la Société des Nations. Selon Guieu, la Société des Nations n’a pas entièrement échoué, et a été bénéfique à plusieurs reprises. Une partie de l’ouvrage, intitulée « Ce n’est pas la Société des Nations qui a échoué », démontre la récente vision historiographique : « […] [L’]échec était loin d’être complet, l’organisation genevoise ayant bien travaillé notamment dans les domaines de la coopération intellectuelle, de l’hygiène, du transit, des réfugiés, de la restauration financière et monétaire de certains pays ou des questions sociales. Et même sur le plan politique, comme le soulignait Théodore Ruyssen, elle avait remporté des “succès appréciables”, puisque jusqu’à décembre 1938, elle avait été saisie “d’une quarantaine de différends, dont une moitié environ [avait] été résolue de manière satisfaisante et durable”. […] Les responsabilités principales de l’échec de la SDN ne résidaient […] pas aux yeux de ses militants dans son régime juridique, mais avant tout dans l’attitude des États ».

## Littérature
- Le roman Belle du Seigneur d'Albert Cohen publié en 1968 a pour cadre la SDN dans les années trente.
- Louis-Ferdinand Céline parlera de L'Église comme d'une pièce sur la SDN[64].
- La Société des Nations apparaît à la fin de la bande dessinée Le Lotus bleu des aventures de Tintin, où une session a lieu après l'invasion de la Mandchourie à la fin de laquelle le Japon, reconnu coupable d'avoir organisé l'incident de Moukden pour justifier cette invasion, quitte la SDN.
- La Société des Nations est au cœur de l'intrigue du roman policier Quai Wilson de Jacques Aeschlimann publié en 1946.

## Archives de la Société des Nations
Les archives de la Société des Nations sont un ensemble de dossiers et de documents de cette organisation. Elles comprennent environ 15 millions de pages, depuis la création de la SDN en 1919 jusqu’à sa dissolution, qui a commencé en 1946. Le fonds est localisé à l’Office des Nations unies à Genève.
En 2020, elles sont en cours de numérisation.

## Projet d'accès numérique intégral aux archives de la Société des Nations
En 2017, la bibliothèque de l'ONUG a lancé le projet d'accès numérique total aux archives de la Société des Nations (LONTAD), avec l'intention de préserver, de numériser et de fournir un accès en ligne aux archives de la Société des Nations. Il devrait être achevé en 2022.

### Archives
- Inventaire du fonds d'archives de la Société des Nations conservé à La Contemporaine.